# 海底堆積物

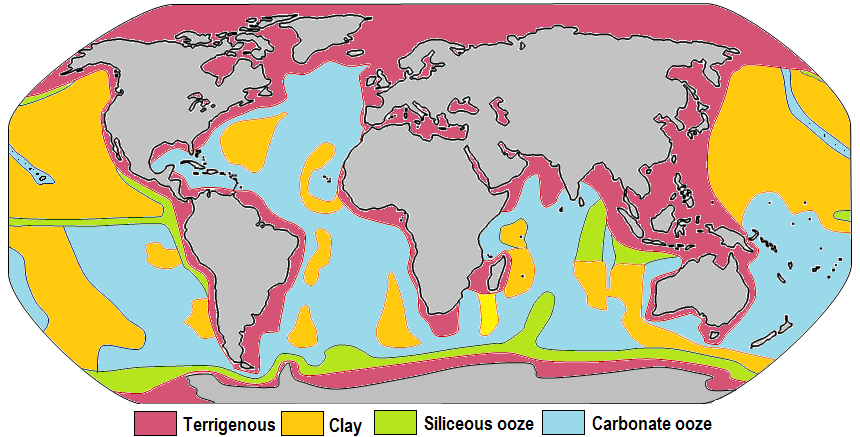
海底の堆積物タイプの分布。堆積物の主な成分別に色分けをしている。

海底堆積物（かいていたいせきぶつ）、または海洋堆積物（かいようたいせきぶつ）は、海底に蓄積した不溶性粒子の堆積物のことである。これらの粒子は、土壌や岩石に由来し陸地から主に河川を経由して海まで運搬されてきたものや、風によって運ばれた塵、氷河などによって運ばれ海に流れ込むものが含まれる。また、海洋生物や海水中の化学的沈殿物、および海底火山や隕石の残骸なども含まれている。
中央海嶺の数km近辺などの火山岩が多く見られる例外的な場所を除いて、海底の大半は堆積物によって覆われている。堆積物を構成する成分の由来源は複数あり、その組成は非常に多様である。海底の堆積物の厚さは、数mmから数十kmに及ぶ。海底堆積物は海面近くでは未固結のままであるが、数百mから数千mの深さでは水圧のため堆積物が石化（岩石化）する。
堆積物の蓄積速度は、海洋の大部分では非常に遅く、明確な堆積物の層が形成されるまでに数千年もの時間がかかる。陸地から運ばれた堆積物は最も速く蓄積し、粗い粒子の場合は1000年あたり1m以上の速度で堆積することもある。また、流量の多い大河川の河口付近などでは、堆積速度がさらに桁違いに早くなる可能性がある。一方で、生物起源の軟泥などは 1000年に約1cm程度の速度で蓄積し、小さな粘土粒子に至っては1000年に約1mm程度の速度で堆積する。
陸地からの堆積物は、地表流出、河川流出、およびその他のプロセスによって大陸斜面に堆積し、さらに濁流によって大陸斜面から深海底まで運ばれる。そして深海底に蓄積された堆積物は、中央海嶺から広がるプレートの動きに従って、地球の内部にゆっくりと沈み込んでいく。内部に取り込まれた堆積物は溶融し、その一部は溶岩流や熱水噴出孔から放出されることで再び地表へと戻る。
堆積物は、多数の底生海洋生物、特に海洋微生物にとって重要な生息場所となっている。堆積物の化石には、過去の気候、プレートテクトニクス、海洋循環パターン、主要な絶滅のタイミングなどに関する情報が含まれており、学術的にも重要な研究題材である。

## 概要
比較的若い火山岩によって構成される中央海嶺の数km近辺といった若干の例外を除いて、海底のほとんどの部分は堆積物で覆われている。堆積物を構成する物質の由来は様々であり、大陸への近さや水深、海流、生物活動、気候などに応じて組成が大きく異なる。海底堆積物 (および堆積岩) の厚さは、数mmから数十kmに及ぶ。表面近くでは、海底堆積物は未固結のままであるが、堆積物の種類やその他の要因によって異なるものの、数百から数千mの深さで 堆積物は石化する。海底堆積物の由来は次のように要約できる。
- 陸生堆積物（Terrigenous sediment）：河川、風、海流、氷河によって運ばれる大陸源に由来する。石英、長石、粘土鉱物、酸化鉄、陸生有機物などが主要な成分である。
- 遠洋性炭酸塩堆積物（Pelagic carbonate sediment）：海洋（水深はさまざまであるが、大半は海洋表層近く）に生息する生物（有孔虫など）に由来し、方解石などの炭酸塩鉱物が多く含まれる殻（テスト）が主な成分。
- 遠洋性珪質堆積物（Pelagic silica sediment）：シリカ (微結晶石英) から殻を作る海洋生物 (珪藻や放散虫など) に由来する。
- 火山灰やその他の火山物質：地上と海底の両方の噴火に由来する。
- 鉄とマンガンの団塊：海底水から直接沈殿物として形成される。

これらの物質の海域分布は、この記事の冒頭の図に示したとおりである。陸生堆積物は、大陸の近くや内海、大きな湖の中などで優勢である。これらの堆積物を構成する粒子は比較的粗い傾向があり、通常は砂とシルトを含むが、場合によっては小石や玉石が含まれる。粘土は沿岸環境に定着するものもあるが、多くは海流によってその発生源から遠く離れた場所へと分散する。粘土鉱物は、深海の広い地域で優勢であり、この粘土のほとんどは大陸起源である。珪質軟泥 (主に放散虫と珪藻に由来) は、南極地域や太平洋の赤道沿い、アリューシャン列島の南、インド洋の大部分などでよく見られる。炭酸塩の滲出物は、赤道および中緯度地域内のすべての海洋に広く分布している。実際、粘土は海のいたる場所の堆積物で観察されるが、シリカと炭酸塩を生成する生物が豊富な海域では、粘土以上に多くのシリカや炭酸塩を含む堆積物を生成する。
炭酸塩堆積物は、炭酸塩から殻を作る、海洋表層で広範囲に存在する遠洋生物に由来する。これらの小さな殻や、砕けたときに形成されるさらに小さな破片は、水柱を通ってゆっくりと沈降するが、必ずしも底に到達するとは限らない。これは、方解石は地表の水には溶解しないが、その溶解度は深さ (圧力) とともに増加するため、4,000m付近では炭酸塩の破片は海水中へと溶解するためである。この水深は炭酸塩補償深度（CCD）として知られており、緯度と水温によって変化する。その結果、海の最も深い部分 (4,000m以深) には炭酸塩の滲出は見られないが、大西洋中央海嶺や東太平洋海膨 (南アメリカの西) 、ハワイ天皇海山群 (北太平洋)、および多くの孤立した海山の頂上などの浅海域ではよく見られる。

## 堆積物組織
堆積物の組織（テクスチャ）の評価方法にはいくつかの種類がある。
一つ目は粒度であり、粒度階区分（ウェントワーススケール）に従って粒子サイズで分類することができる。例えば、粘土は粒径が 0.004mm未満の最も細かいものを指し、巨礫は最大で粒径は 256mm以上のものを指す。粒子サイズは他の因子と比較して、堆積物が堆積する条件を最もよく説明できる。例えば強い流れや波などの高エネルギーが存在する条件下では通常、細かい粒子が運び去られてしまうため、大きな粒子のみが堆積する。逆により低いエネルギー条件下では、より小さな粒子が沈降し、より細かい堆積物を形成する。
2つ目は粒子サイズの分布（ソーティング、Sorting）であり、堆積物のテクスチャを分類し粒子サイズの均一性から評価される。砂浜の砂のようにすべての粒子が同様のサイズである場合、堆積物はよく選別されていると言えるが、逆に例えば氷河堆積物のように粒子サイズが様々である場合、堆積物の選別が不十分であると言える。

よく選別された堆積物 (左) には、すべて同じようなサイズの粒子が含まれる。逆に、選別が不十分な堆積物 (右) は、さまざまなサイズの粒子から構成される。

異なる粒子の形状。縦方向は球状度（sphericity）、横方向は丸み（rounding）の変化を示している。

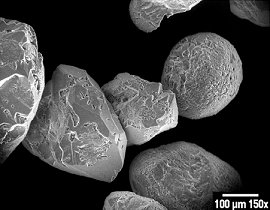
けい砂の粒子を示す走査型電子顕微鏡写真

3 つ目の方法は、その成熟度、すなわちその粒子が水によって運ばれた時間の影響を調べることである。この成熟度を示す 1 つの方法は、粒子の丸さを調べることである。堆積物が成熟すればするほど、時間の経過とともに摩耗し、その結果粒子が丸くなる。また、時間の経過とともに小さな粒子が洗い流され、同じサイズの粒子が同じ距離にわたって移動してくるため、高度な選別がかかる可能性もある。また、少なくとも岩石粒子に由来する堆積物では、堆積物が古く成熟しているほど石英（クォーツ）の含有量が高くなる。クォーツは地球の岩石によく見られる鉱物であり、非常に硬く、摩耗に強い。そのため時間の経過とともに、他の材料でできた粒子がすり減り、クォーツだけが残る。浜の砂は非常に成熟した堆積物であり、主に石英で構成されており、粒子は丸みを帯びており、同様のサイズ (高度に選別されている)である。

## 起源
海底堆積物は、その起源によっても分類することができる。次の 4 つのタイプが挙げられる。
- 陸生堆積物（Lithogenous sediments）（または岩成堆積物；terrigenous sediments）：岩石に由来し、川、氷、風、およびその他のプロセスを介して陸地からもたらされる。大半が陸地に由来するため、陸生堆積物と呼ばれる。
- 生物起源堆積物（Biogenous sediments）：海洋生物の残骸で構成されており、プランクトンなどの生物の外骨格が壊れることで発生する。
- 海水源堆積物（Hydrogenous sediments）：海水中での化学反応から生じ、水に溶解している物質が沈殿して固体粒子を形成するときに形成される。
- 宇宙起源堆積物（Cosmogenous sediments）：宇宙から来たり、大気を通過したり、隕石に乗って地球に運ばれたりする、地球外の源に由来する。

### 陸生堆積物
陸生堆積物は、主に海に流れ込んだ既存の岩石の小さな破片で構成されている。これらの堆積物には、微視的な粘土から大きな岩まで、あらゆる範囲の粒子サイズが含まれている可能性があり、大半の海底で見られる。岩石堆積物は、風雨、水流、温度や氷結による亀裂、およびその他の侵食プロセスの作用により、岩石や鉱物がより小さな粒子に分解される風化のプロセスを通じて、陸上で作成される。これらの侵食された小さな粒子は、さまざまなメカニズムを通じて海へと運ばれる。
- 河川：河川を通じて、岩石や砂などがより細かい粒子となり運ばれ、大量の堆積物として海洋に堆積する。海洋の岩石性堆積物の約 90% は、河川の流出物、特にアジアからのものであると考えられている。この堆積物の大半、特に大きな粒子は、堆積して海岸線の近くに留まるが、小さな粘土粒子は長期間水柱に浮遊したままになり、発生源から遠く離れた場所に運ばれる可能性がある[1]。
- 風：風成輸送により、砂やほこりなどの小さな粒子は、発生源から数千キロもの距離を移動する。これらの小さな粒子は、風が弱まると海に落ちたり、雨滴や雪片を形成する核（氷晶核）として機能する。風輸送は、砂漠地帯の近くで特に重要なプロセスである[1]。

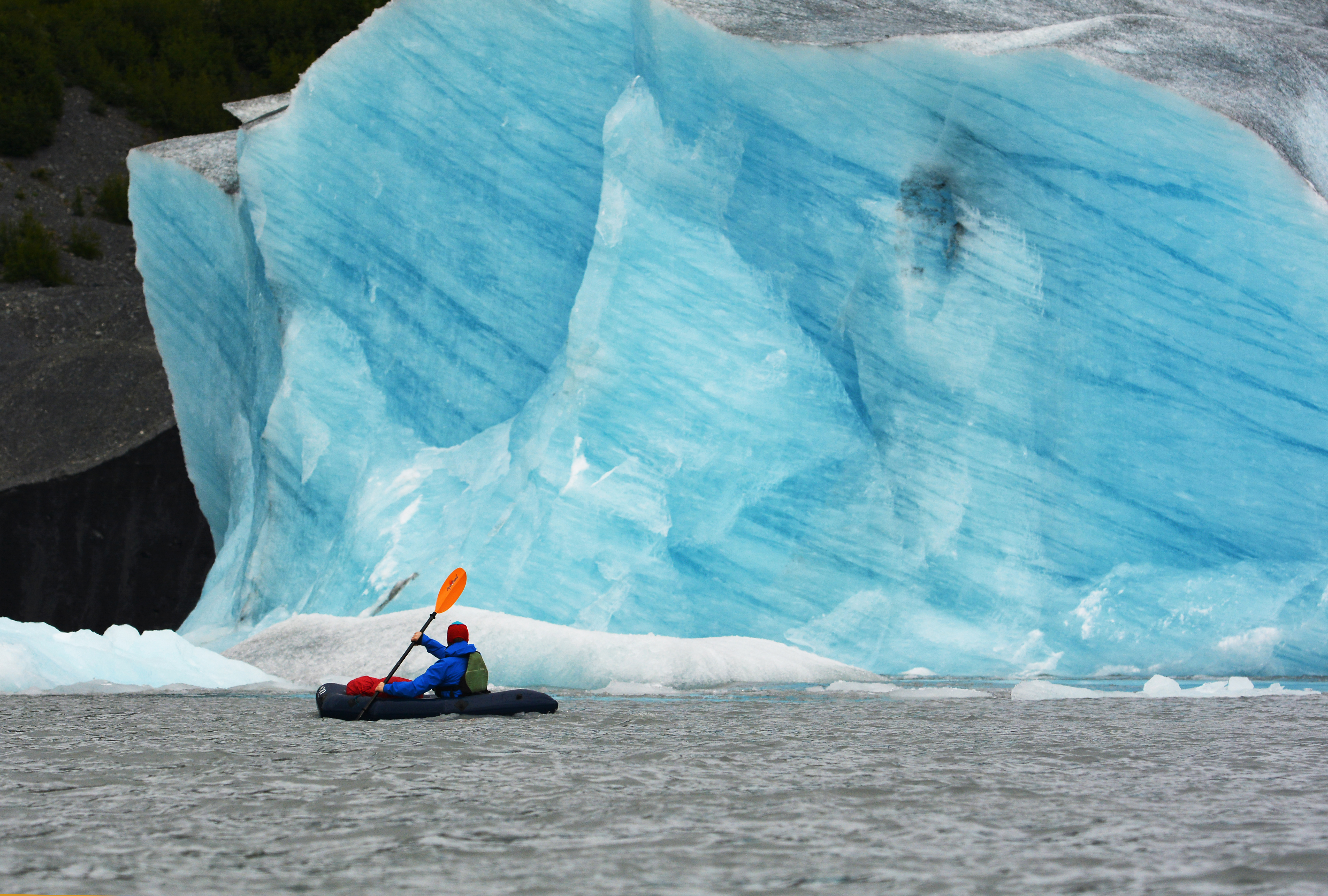
海に溶ける青い氷河の先端

アラスカ州ユーコンデルタの河川流量。淡い色は、川を経由して海に放出された大量の堆積物を示している。

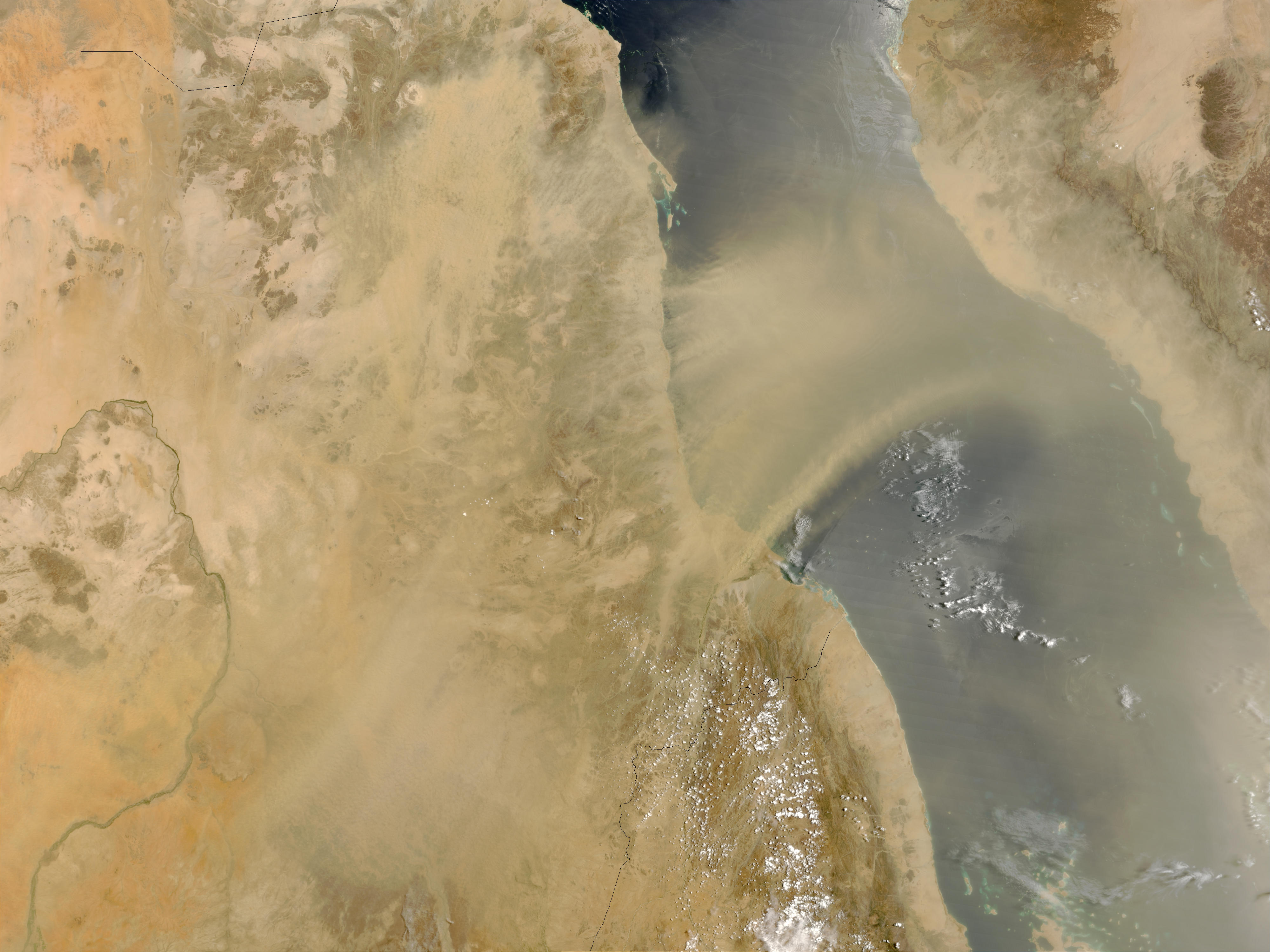
スーダンから風で運ばれた粒子のプルーム (左) が紅海へと吹き込む様子。

- 氷河とアイスラフティング（Ice rafting）：氷河が陸地を進むに従い、非常に大きな岩を含む大量の土や岩の粒子が運ばれ、氷河が海に入り崩壊したり融解することによって、これらの粒子が海洋へと放出され堆積する。ほとんどの堆積物は、氷河が水に接する場所の近辺で発生するが、少量の物質はラフティングによって長距離輸送され、大きな氷片（氷山）が氷河から遠くへと漂流した後に堆積物を放出する[1]。
- 重力: 地滑り、土砂崩れ、雪崩、およびその他の重力による事象は、海岸近くで発生すると、大量の物質が海に流れ込み堆積する[1]。
- 波: 海岸線に沿った波の作用は、岩を侵食し、浜辺や海岸線から水中へと遊離した粒子を輸送する[1]。 1984年、フィリピンのマヨン火山が噴火。火山噴火から噴出した物質の多くは、最終的に海に流れ込む可能性がある。

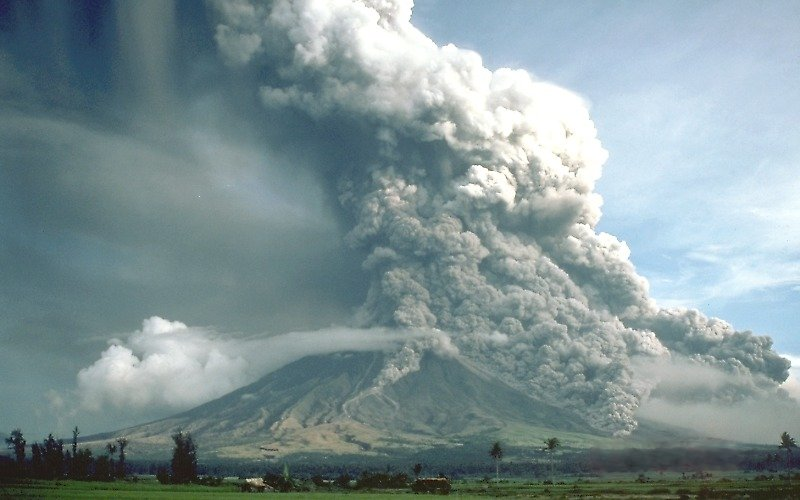
1984年、フィリピンのマヨン火山が噴火。火山噴火から噴出した物質の多くは、最終的に海に流れ込む可能性がある。

- 火山: 火山の噴火は、大量の灰やその他の残骸を大気中に放出する。灰は風によって運ばれ、最終的に海に堆積する[1]。
- 胃石（Gastroliths）: 岩石質の堆積物を海に運ぶもう 1 つの比較的マイナーな手段は、胃石である。 海鳥、鰭脚類、一部のワニを含む多くの動物は、故意に石を飲み込み、吐き出す行動をとる。陸上で飲み込んだ石は、海で吐き出される可能性がある。石は、胃の中で食物を粉砕するのを助けたり、浮力を調整するバラストとして機能する。大抵の場合、これらのプロセスは、岩質堆積物を海岸近くに堆積させることに繋がる。その後、堆積物粒子は波と海流によってさらに遠くまで運ばれ、最終的には大陸棚を越えて深海底に到達する可能性がある[1]。

構成
岩成堆積物は通常、それらが由来する元々の物質の組成を反映している、そのため、石英、長石、粘土鉱物、酸化鉄、および陸生有機物などの、地球の岩石を構成する主要な鉱物によって構成されている。石英(ガラスの主成分である二酸化ケイ素) は、ほぼすべての岩石に見られる最も一般的な鉱物の 1 つであり、摩耗に非常に強いため、砂を含む岩石堆積物の主要な成分である。

### 生物起源堆積物
生物起源堆積物は、生物が死んだときに沈降する生物の残骸に由来する。堆積物に寄与するのは生物の「硬い部分」であり、例えば貝殻、歯、骨格要素などである。これらの部分は通常ミネラル化されており、死後に急速に劣化する肉質の「柔らかい部分」よりも腐敗しにくい。
巨視的な生物起源堆積物ものとしては、大型生物の骨格や歯、殻などの遺物も含むと考えることができる。このタイプの堆積物は、海洋の大部分でかなりまれである。なぜなら、このような大型生物は一般に、これらの残骸が堆積し蓄積するのに十分な密度で死ぬことはないからである。ただし、1 つの例外として、サンゴ礁が挙げられる。この環境で、その遺体（すなわちサンゴの骨格）を残す生物が非常に豊富に存在しており、実際に熱帯の砂の大部分を占める成分でもある。
微視的な生物起源堆積物は、微生物の硬い部分、特にその殻（テスト）で構成されている。一つ一つは非常に小さいものの、これらの生物は非常に豊富に存在し、毎日数十億個体も死んでいくため、大量の殻が海底へと沈み生物起源の堆積物を作り出している。微視的な殻で構成された堆積物は、巨視的な粒子による堆積物よりもはるかに豊富であり、そのサイズの小ささのため、きめの細かいどろどろした堆積物層を作り出す。堆積層が少なくとも30%の微視的な生物起源物質で構成されている場合、それは生物起源の軟泥として分類される。このような堆積物の残りの部分は、多くの場合、粘土で構成される。
微視的な生物起源の堆積物の主な供給源は、炭酸カルシウム(CaCO3) またはシリカ(SiO2) の殻を作り出す単細胞藻類および原生動物である。シリカ殻は、珪藻(藻類) と放散虫(原生動物) の 2 つの主要なグループに由来する。
珪藻は、光合成を行う植物プランクトン（小さな漂流藻類）の重要なメンバーである。珪藻は、それ自体が分泌する精巧なシリカ殻に囲まれた単一の藻類細胞から構成されている。珪藻には多様な形状のものが存在し、細長い羽状の形から円形、星型などがある。珪藻が豊富な地域では、下層の堆積物はシリカ珪藻殻に富んでおり、これは珪藻土と呼ばれている。
放散虫は動物プランクトン (プランクトン性原生動物) であり、珪藻と同様にシリカ殻を分泌する。殻は細胞を囲んでいるが、アメーバのような腕（偽足）を伸ばすことができるように小さな開口部の含んでいる。放散虫の殻では多くの場合、浮力を助けるように、殻から突き出た多数の棘が見られる。珪藻または放散虫の殻が多くを占める軟泥は、珪質軟泥と呼ばれる。
珪質堆積物と同様に、炭酸カルシウム、つまり石灰質の堆積物も、微視的な藻類および原生動物の殻から作られる。この場合、主な由来生物は円石藻（Coccolithophores）と有孔虫である。円石藻は、珪藻よりも約100倍小さい単細胞の浮遊性藻類である。彼らの殻は、細胞を取り囲む球を形成する多数の連結した CaCO3プレート (coccoliths) から構成されている。円石藻が死ぬと、個々のプレートが沈み、軟泥を形成する。時間の経過とともに、円石藻の軟泥は石化してチョークになる。イングランドのホワイトクリフドーバー（White Cliffs of Dover、ドーバーの白い崖）は、円石藻が豊富な軟泥で構成された白亜期の堆積物である。
有孔虫は、カタツムリの殻と同様に、部屋（チャンバー）構造の殻を持つ原生動物である。生物が成長するにつれて、自身が入り込む新しい大きな部屋が構築される。ほとんどの有孔虫は底生生物であり、堆積物の上や中に生息しているが、一部には水柱のより高い位置に生息するプランクトン種も存在する。円石藻と有孔虫が死ぬと、それらは石灰質の軟泥を形成する。
古い石灰質の堆積層には、別の種類の生物としてDiscoastersの残骸も含まれることがある。これは、炭酸カルシウムの殻をもつ、円石藻と近縁の単細胞藻類である。Discoasterの殻は星形で、5～40μmの幅サイズに達する。Discoasterは約200万年前に絶滅したが、その殻は絶滅以前の時代の堆積物層が見られる、熱帯の堆積物の深部に残っている。
サイズが小さいため、これらの殻は非常にゆっくりと沈む。一つの微生物の殻が海底へと沈むのに、約10〜50年もの時間がかかる場合もある。そのゆっくりした降下のため、1cm/秒程度の弱い海流であって殻を運搬するには十分であり、海底に到達するまでに原点から 15,000 kmも移動してしまう可能性がある。しかしながら、そのような高い流動性にもかかわらず、堆積物中に含まれる生物の種類と直上の海洋表層で見られる生物の生産性の程度は、よく一致していることが多い。このことは、堆積物粒子がはるかに速い速度で底に沈み、流れがそれらを分散させる前に堆積物として元の場所の直下に蓄積していくことを意味している。この理由は、殻のほとんどは実際には個々の粒子としては沈まず、約 99% は他の生物によって消費され、凝集して大きな糞粒として排出されるためである。これは殻単体よりもはるかに速く沈み、わずか10～15日程度で海底へと到達する。これは粒子が分散するのに十分な時間を与えず、下の堆積物は表面近くで発生する生産を反映するものである。このメカニズムによる沈下速度の増加は、糞便急行（fecal express）と呼ばれている。

### 海水源堆積物

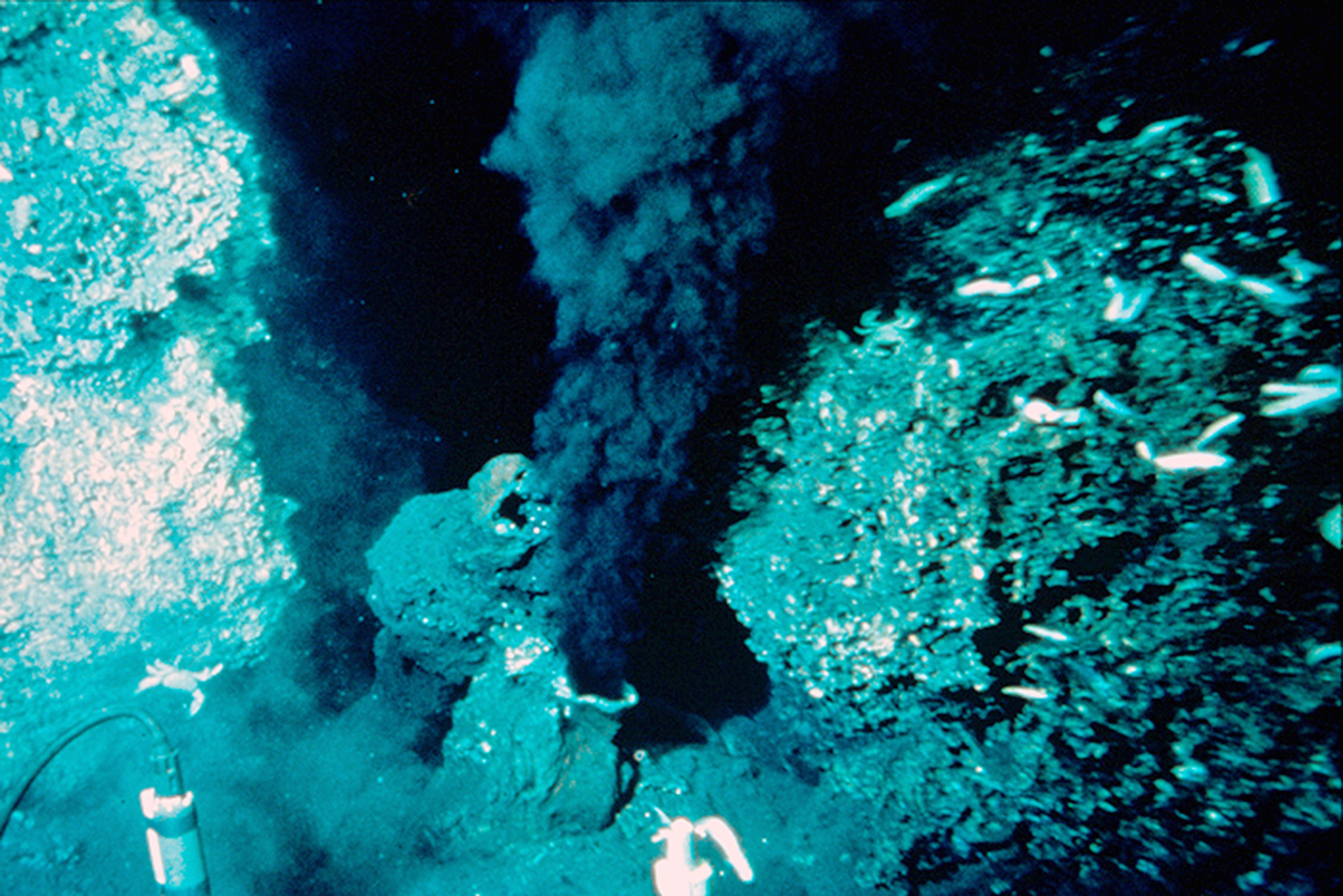
ブラックスモーカーの熱水噴出孔。 「煙」は、冷たい水にさらされると固体に沈殿する溶解粒子で構成されている。

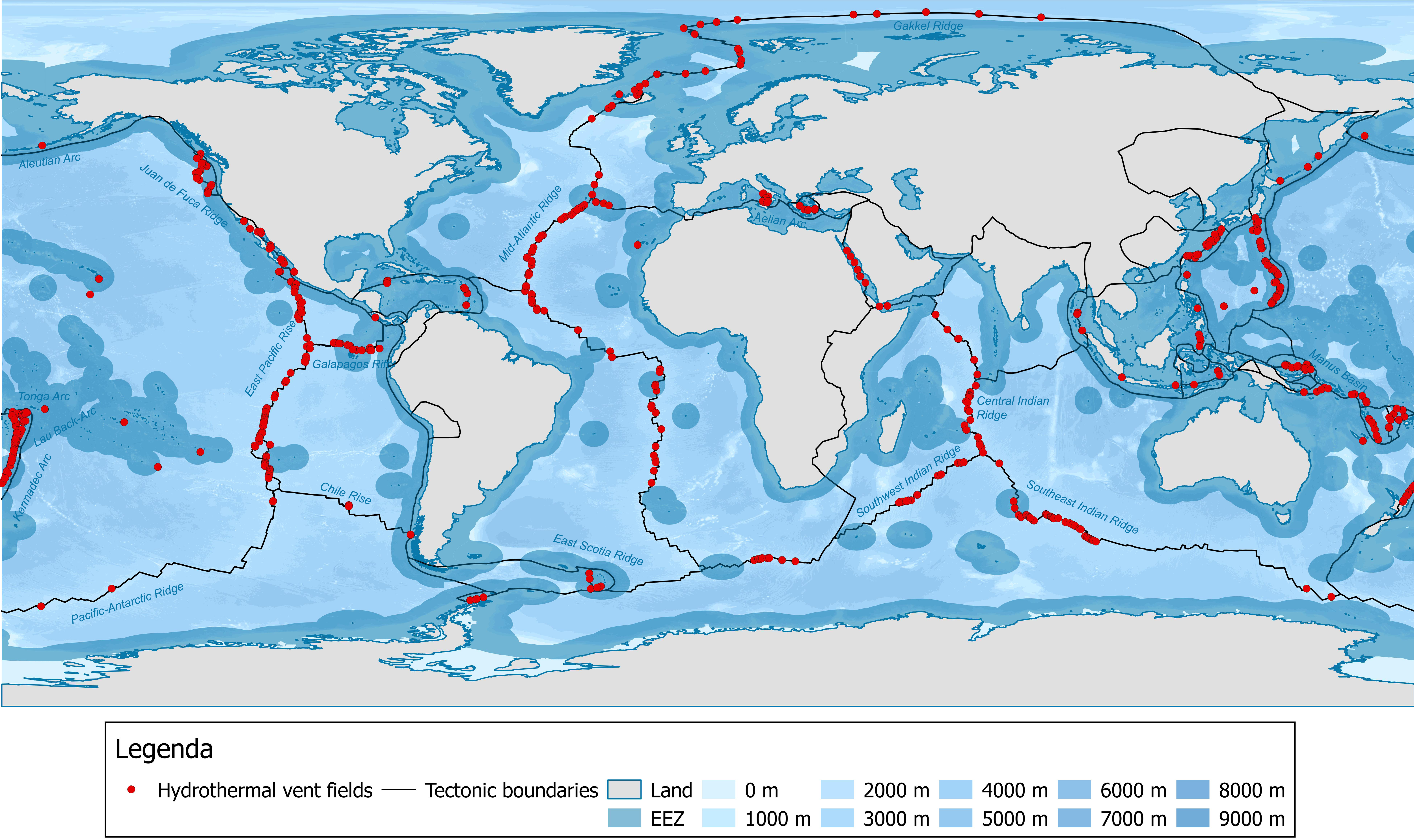
熱水噴出孔は主に中央海嶺に沿って発生する。

海水にはさまざまな溶存物質が含まれており、化学反応によってこれらの物質が固体粒子として沈殿し、堆積物として蓄積することがある。これらの反応は通常、温度、圧力、pH の変化などの条件の変化によって、溶解状態を維持できる物質量が減少することにより引き起こされる。岩石性または生物起源の堆積物と比較して、海水起源の堆積物は多くはないが、興味深い形態がいくつか存在する。
例えば熱水噴出孔では、海水が海底に浸透し、マグマによって過熱され噴出孔から放出される。この過熱水には多くの溶存物質が含まれており、噴出口から出て冷たい海水に触れると、主に金属硫化物として沈殿する。これらの粒子は通気口（チムニー）から流れ出る「煙」を構成し、最終的には海水源堆積物として海底に沈む。熱水噴出孔は地球のプレート境界に沿って分布しているが、ホットスポットと呼ばれる火山など、一部はプレートの内側にも見られる。現在、約500 の活動的な海底熱水噴出域が知られており、その約半分は海底で直接的に観察され、残りの半分は水柱指標や海底堆積物から存在が予想されているものである。
マンガンノ団塊（マンガンノジュール）は、海底に形成されるマンガンやその他の金属の丸い塊である。一般に3～10cm程度のサイズであるが、中には直径30cmにも達するものもある。その団塊は、真珠に似たプロセスで形成される。すなわち、中心に核となる物質があり、その周りに同心円状の層がゆっくりと堆積し、時間の経過とともに団塊が成長していく。団塊の組成は、その海域や形成条件などにより多少異なるが、通常は酸化マンガンと酸化鉄が優勢である。また、銅、ニッケル、コバルトなどの金属が少量含まれている場合もある。マンガン団塊の沈殿は、今日知られている最も遅い地質学的プロセスの1つであり、百万年ごとに数ミリメートルというスピードで成長する。そのため、他の堆積物が団塊を覆いそれ以上の成長を阻害することが無いような、岩成・生物起源堆積物の蓄積率が低い海域でのみ形成される。したがってマンガン団塊は通常、海底に大量に蓄積する岩石起源や生物起源の堆積物流入が非常に少ない、陸地から遠く離れた中央海洋の領域に限定される(図 12.4.2 右)。
団塊には多くの商業的に価値のある金属が含まれているため、過去数十年にわたってノジュールの採掘に大きな関心が寄せられてきている。これまでのところ、ほとんどの努力は探索段階にとどまっている。深海採掘事業の高コスト、採掘権に関する政治的問題、これらの再生不可能な資源の採掘を取り巻く環境問題など、多くの要因がノジュールの大規模な採掘を妨げている。
蒸発岩（Evaporites）は、海水が蒸発するときに形成される海水起源堆積物であり、溶解した物質が固体、特に岩塩(塩、NaCl) として沈殿したものである。海水の蒸発は食用塩の生産の最も古典的な形式であり、今日でも行われているものである。岩塩蒸発岩の大規模な堆積物は、地中海の下を含む多くの場所に存在する。例えば、約600万年前に始まった地殻変動によって、大西洋から地中海が遮断され、温暖な気候によって大量の水が蒸発したため、地中海はほぼ完全に乾燥し大量の塩の堆積物が残された。これはMessinian Salinity Crisisとして知られている。さらに地中海は約530万年前にも再び氾濫し、それらの氾濫によって生まれた岩塩堆積物は他の堆積物により埋没したが、一部は海底に残存している。
 
オーライト（Oolites）は、浮遊粒子の周りの材料の同心円状の層から形成された、小さく丸みを帯びた粒子である。それらは通常、炭酸カルシウムで構成されているが、リン酸塩やその他の物質から構成されている場合もある。オーライトはオーライト砂として蓄積され、これはバハマで最も豊富に見られる。
メタンハイドレートは、産業用途の可能性がある、海洋起源の鉱床である。すべての陸源生成物には、主に陸生植物に由来する少量の有機物が含まれている。この少量の有機物に加え、海洋植物や動物からの有機物が、特に海岸から数百km以内の陸生堆積物として蓄積する。堆積物が積み重なると、より深い部分が地熱によって加熱され、微生物の働きにより有機物が分解されはじめる。これは酸素のない状態 (嫌気性条件) で行われるため、この代謝の副産物はメタンガス (CH4) である。細菌によって放出されたメタンは、海底に向かって堆積物を通ってゆっくりと上向きに上昇する。水深500m～1,000mの海底は低温（4℃）であり、水とメタンが結合して、メタンハイドレートとして知られる物質を生成する。海底下の数メートルから数百メートル程度の堆積物深度では、メタンハイドレートが安定する程度に温度が低いため、ハイドレートは堆積物内に蓄積される。メタンハイドレートは、加熱するとメタンガスとして放出される、可燃性の物質である。海底堆積物内のメタンは、化石燃料エネルギーの膨大な貯蔵庫である。様々なエネルギー企業や国家政府は、このメタンを回収して販売する方法を開発しようとしている。

### 宇宙起源堆積物

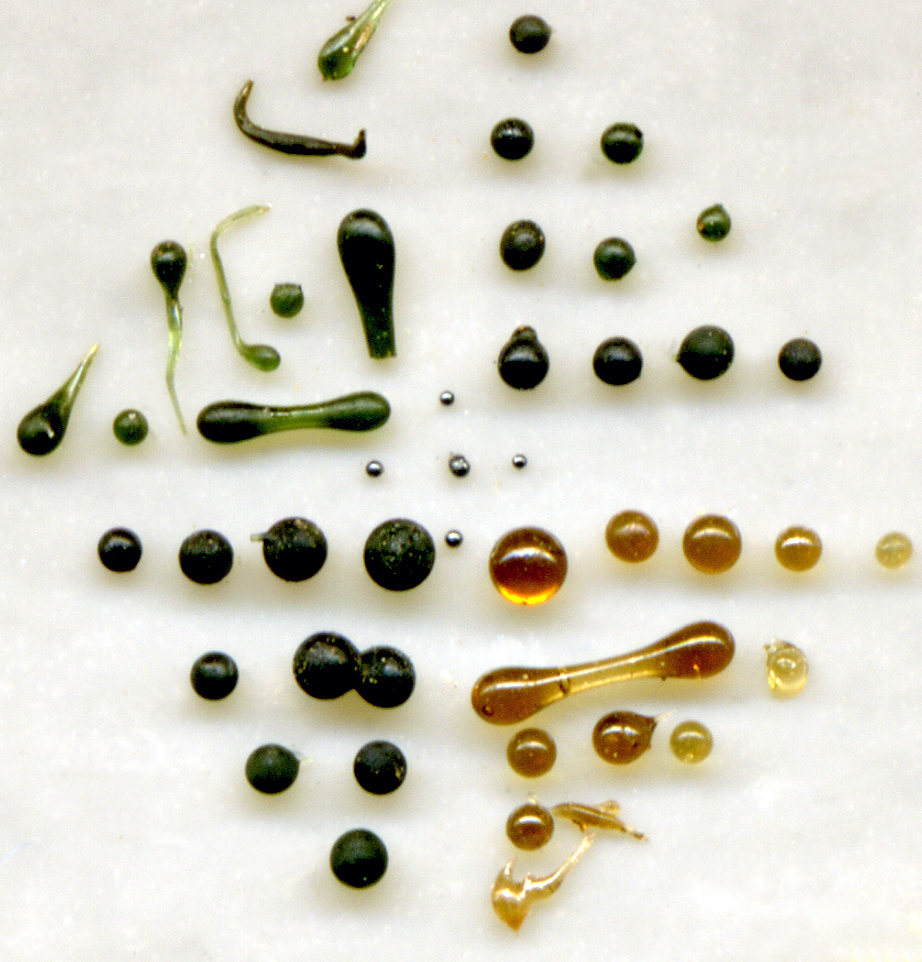
ロシア西部で発見されたテクタイトに似たガラス

宇宙起源の堆積物は、地球外の供給源に由来し、微視的な小球体（Spherules）とより大きな隕石の破片という2種類に大きく分類できる。小球体は主にシリカや鉄、ニッケルで構成されており、流星が大気圏に突入した後に燃え尽きる際に放出されると考えられている。隕石の破片は、隕石が地球に衝突してできたものである。これらの強い衝撃の衝突によって粒子が大気中に放出され、最終的には地表に戻り、堆積物として蓄積される。小球体と同様に、隕石の破片はほとんどがシリカや鉄、ニッケルから成る。これらの衝突による破片の 1 つの形態は、ガラス状の小さな液滴であるテクタイトである。それらは、隕石の衝突中に放出されて溶融した地球上由来のシリカで構成されている可能性が高く、地表に戻ったときに冷却され固化することで作られる。
宇宙起源の堆積物は海洋ではかなりまれであり、通常、堆積物として大規模に蓄積することはない。しかし、それは地球に降り注ぐ宇宙塵を通して、絶えず追加されている存在でもある。飛来する宇宙からのゴミ（隕石等）の約90% は大気圏に突入する際に気化するが、それでも毎日5～300トンの宇宙塵が地表に着陸すると推定されている。

## 構成

### 珪質軟泥

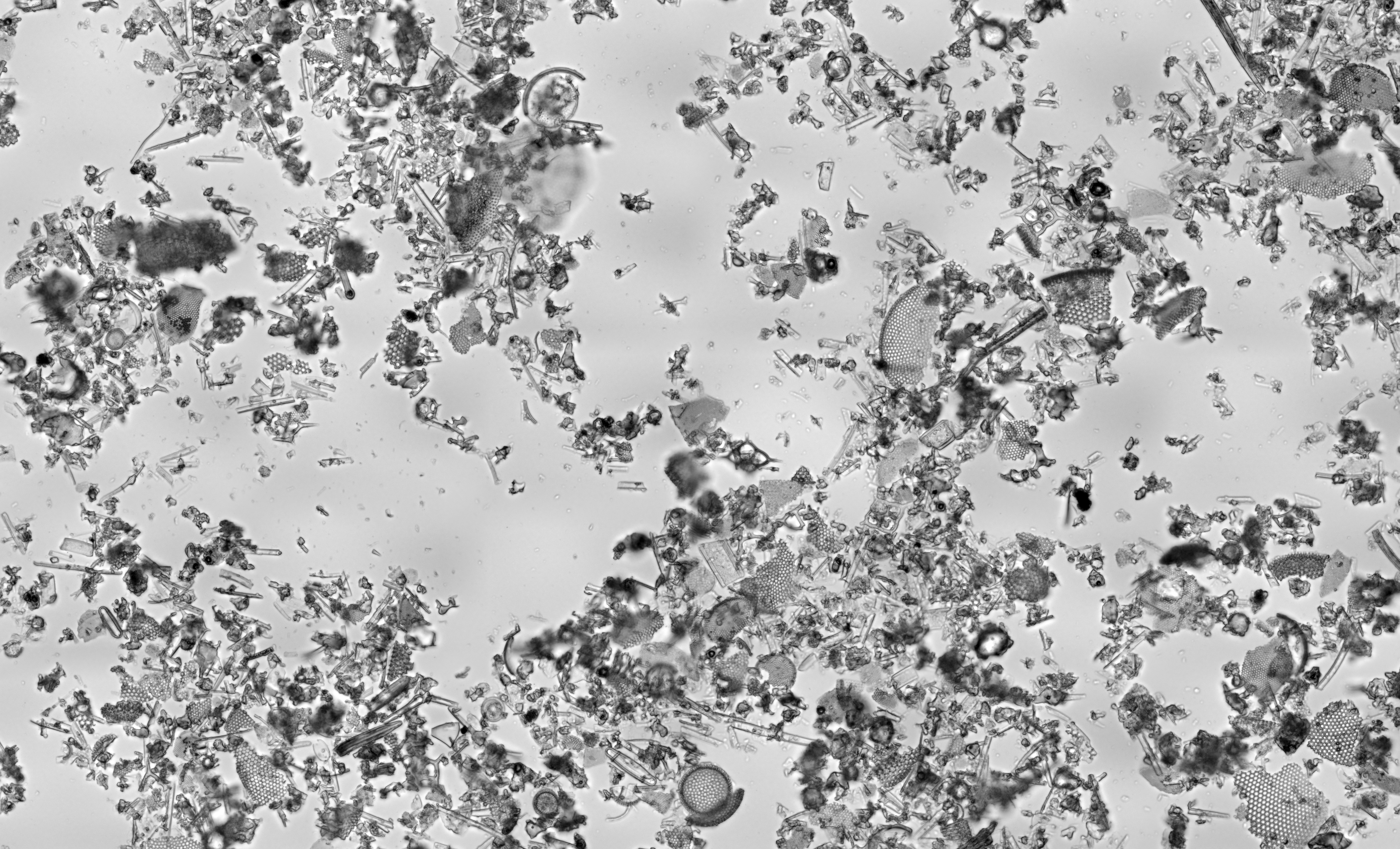
珪藻土は、単細胞珪藻のフラスチュール(殻)の微化石で構成された、柔らかい珪質の堆積岩である

珪質軟泥は、深海底に位置する生物起源の遠洋性堆積物の一種である。珪質軟泥は深海堆積物の中で最も一般的ではなく、海底の約 15% を占めている。軟泥は、遠洋微生物の骨格の残骸を少なくとも 30% 含む堆積物と定義される。珪質軟泥は、主に珪藻や放散虫などの微視的な海洋生物のシリカベースの骨格で構成されている。大陸縁辺付近の珪質軟泥の他の成分には、陸生由来のシリカ粒子と海綿骨片が含まれる可能性がある。珪質軟泥は、炭酸カルシウム生物 (すなわち、円石藻) の骨格から作られる石灰質軟泥とは対照的に、オパール シリカSi(O2)から作られる骨格で構成される。シリカ (Si) は生物に不可欠な要素であり、シリカ サイクルを通じて海洋環境で効率的にリサイクルされる。陸地からの距離、水深、海の肥沃度はすべて、海水中のオパール シリカ含有量と珪質軟泥の存在に影響を与える要因の一つである。
| 珪質軟泥                                  | 珪質軟泥     | 珪質軟泥 | 珪質軟泥                   | 珪質軟泥       | 珪質軟泥 | 珪質軟泥               | 珪質軟泥 |
| 鉱物の形態                                | 関与する生物 |          | 骸骨の名前                 | 典型的なサイズ |          |                        |          |
| ----------------------------------------- | ------------ | -------- | -------------------------- | -------------- | -------- | ---------------------- | -------- |
| SiO2 シリカ 石英 ガラス オパール チャート | 珪藻         | </img>   | フラスチュール（frustule） | 0.002～0.2 mm  |          | 4000万年前の珪藻微化石 |          |
| SiO2 シリカ 石英 ガラス オパール チャート | 放散虫       | </img>   | 殻（テスト）               | 0.1～0.2 mm    |          | 放散虫のシリカ殻       |          |

### 石灰質の軟泥
方解石やアラゴナイトといった炭酸カルシウムの割合が高い堆積物や堆積岩は、石灰質（calcareous）堆積物と呼称される。石灰質の堆積物 (石灰岩) は通常、陸地近くの浅瀬に堆積する。これは、陸地由来の栄養素を必要とする海洋生物によって炭酸塩が沈殿するためである。一般的に陸地から離れるほど、堆積物中の石灰質は少なくなる。ただし一部の地域では、嵐や海流の変化により、石灰質の堆積物が多く見られる場所もある。石灰質軟泥は、海底に蓄積するプランクトン生物に由来する炭酸カルシウムの一種である。これは、海洋が炭酸塩補償深度よりも浅い場合にのみ発生する。この深さより下では、炭酸カルシウムが海洋水に溶解し始め、珪質軟泥や遠洋性赤色粘土などの非石灰質堆積物のみが安定的に堆積するためである。
| 石灰質軟泥                                        | 石灰質軟泥   | 石灰質軟泥 | 石灰質軟泥         | 石灰質軟泥     | 石灰質軟泥 | 石灰質軟泥 | 石灰質軟泥 |
| 鉱物の形態                                        | 関与する生物 |            | 骸骨の名前         | 典型的なサイズ |            | |            |
| ------------------------------------------------- | ------------ | ---------- | ------------------ | -------------- | ---------- | --- | ---------- |
| CaCO 3 方解石 アラゴナイト 石灰岩 大理石 チョーク | 有孔虫       | </img>     | テストまたはシェル | 1mm未満        |            | 浮遊性有孔虫の石灰化の殻。約 10,000 種の有孔虫が存在している                                                                                             |            |
| CaCO 3 方解石 アラゴナイト 石灰岩 大理石 チョーク | 円石藻       | </img>     | ココリス           | 0.1mm以下      |            | 円石藻は生物起源の炭酸カルシウムの最大の供給源であり、地球規模の炭素循環に大きく貢献している。それらは、ドーバーの白い崖などの白亜堆積物の主成分である。 |            |

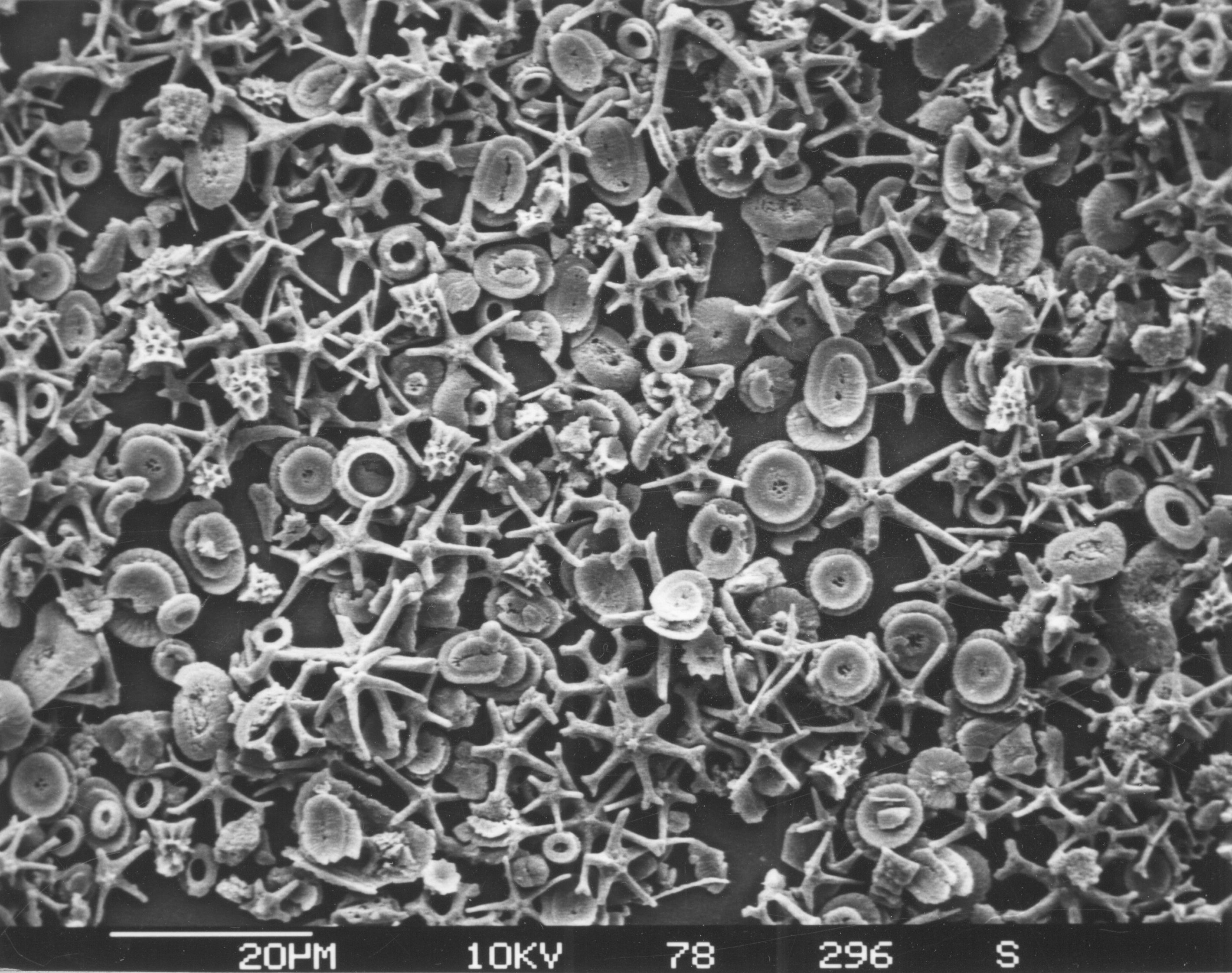
星型のDiscoasterと少量の円石藻の微小化石から構成される石灰質の海底堆積物のイラスト
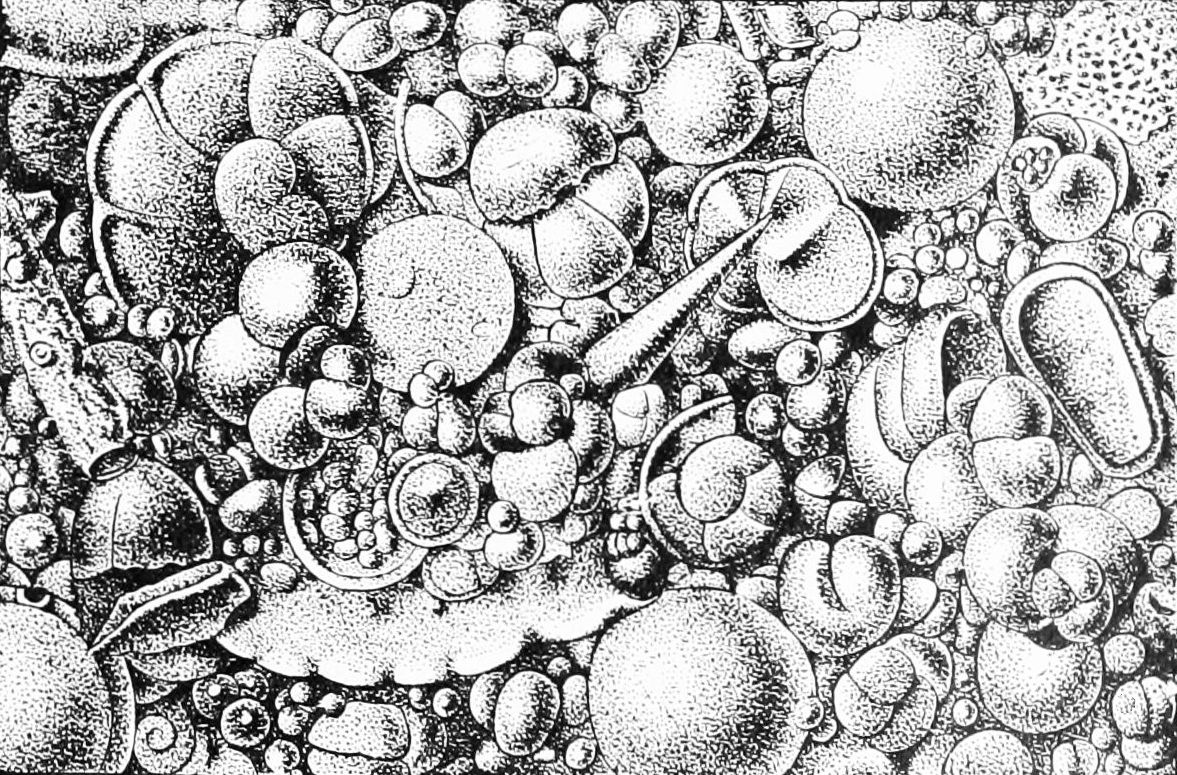
Globigerinaから構成される軟泥のイラスト
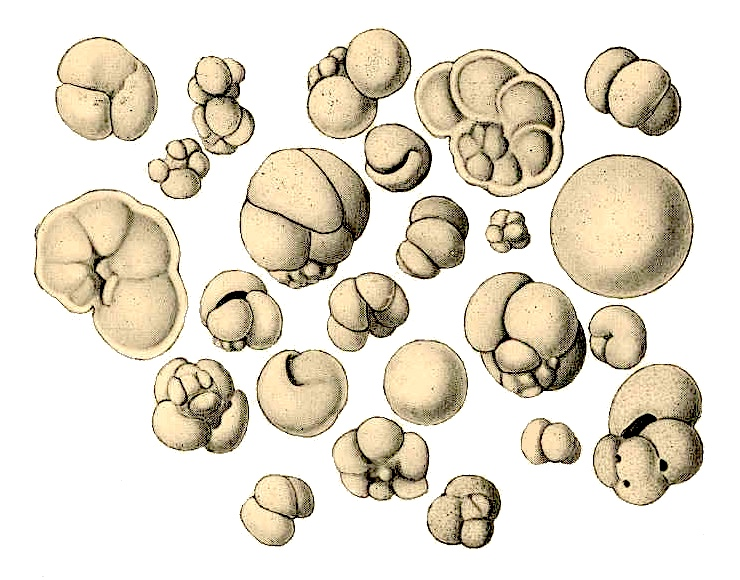
深海底の有孔虫の炭酸カルシウムでできた殻 (テスト)

### 石化堆積物
詳細は堆積岩を参照。

## 堆積物の分布

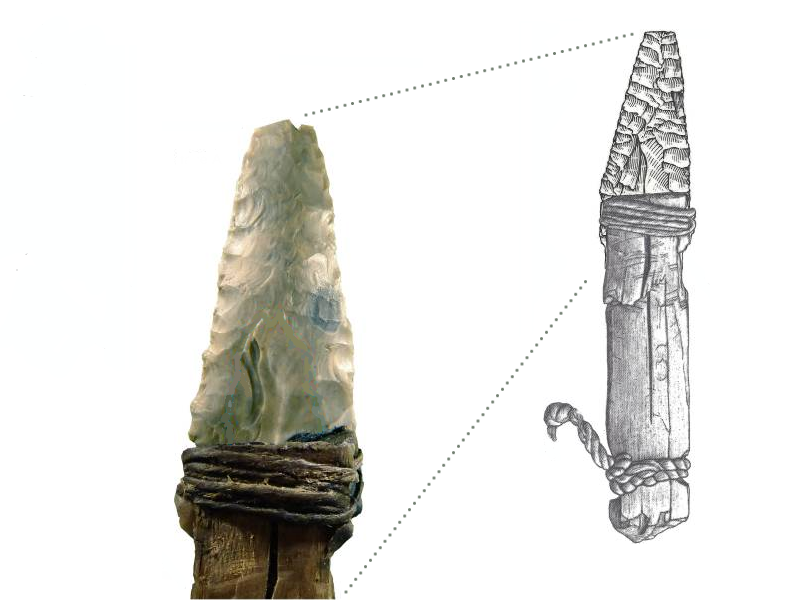
銅器時代に生きたアイスマン、エッツィの石の短剣。ブレードは放散虫、カルシスフィア、カルピオネリド、およびいくつかの海綿骨片を含むチャートでできている。カルピオネリドは現在では絶滅しており、この化石を利用してこの短剣の年代測定が実施された。

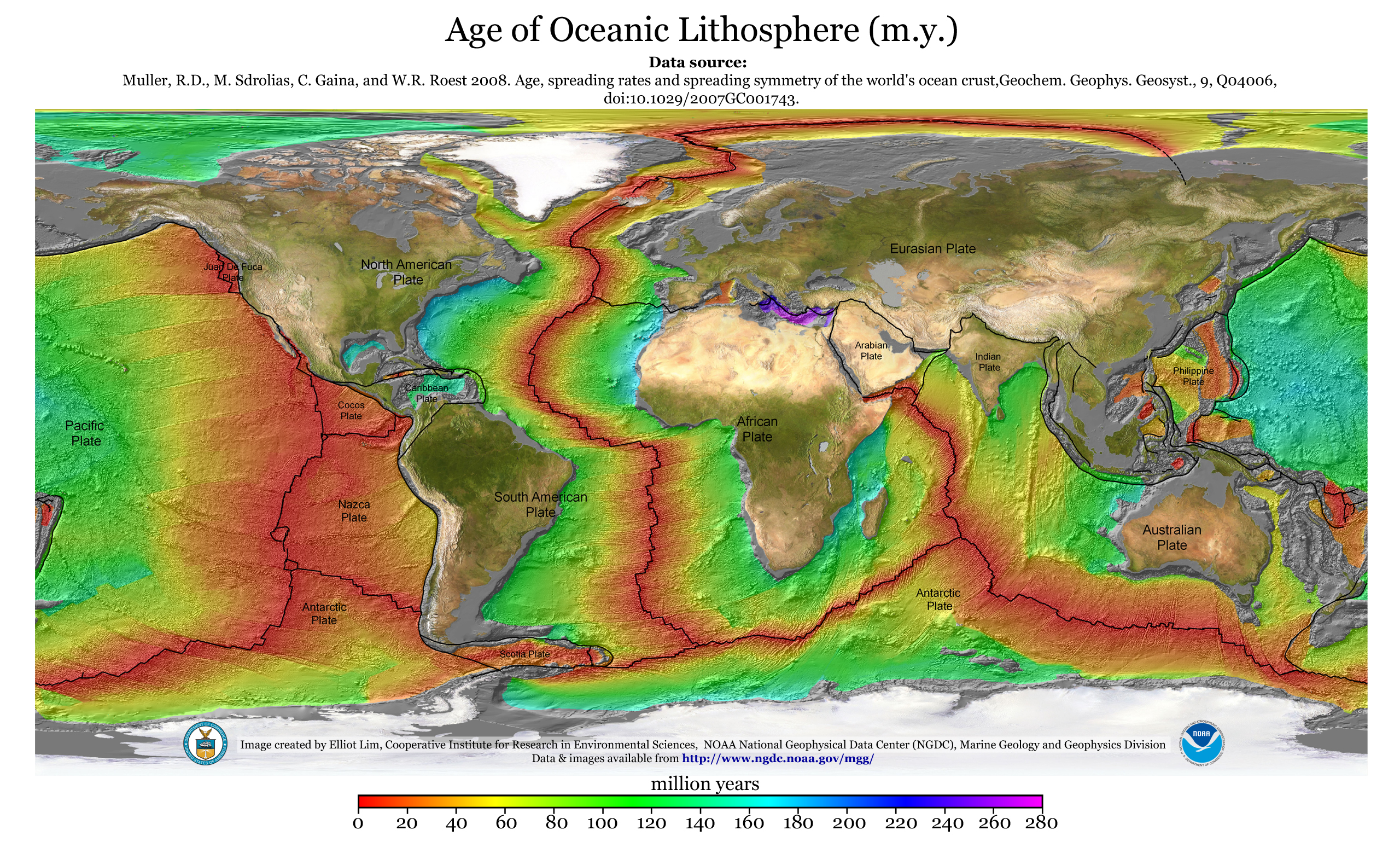
海洋堆積物の年代

堆積物がどこにどのように蓄積するかは、発生源からの物質の量や、発生源からの距離、堆積物が蓄積するのに必要な時間、堆積物の保存度、堆積システムによって供給される他の種類の堆積物の量、などの様々な影響を受ける。
堆積物の堆積速度は、海洋の大部分で比較的遅く、多くの場合、明確な堆積物が形成されるまでに数千年かかる。岩質堆積物は最も速く蓄積し、より粗い粒子の場合は1000年あたり1メートル以上のオーダーである。ただし、流量の多い大河川の河口付近では、堆積速度が桁違いに高くなる可能性がある。

生物由来の軟泥は、1000年あたり約1cm の割合で蓄積し、小さな粘土粒子は1000年あたり約1mm の割合で深海に堆積する。前述のように、マンガン団塊の蓄積速度は非常に遅く、1000年ごとに0.001mm程度である。

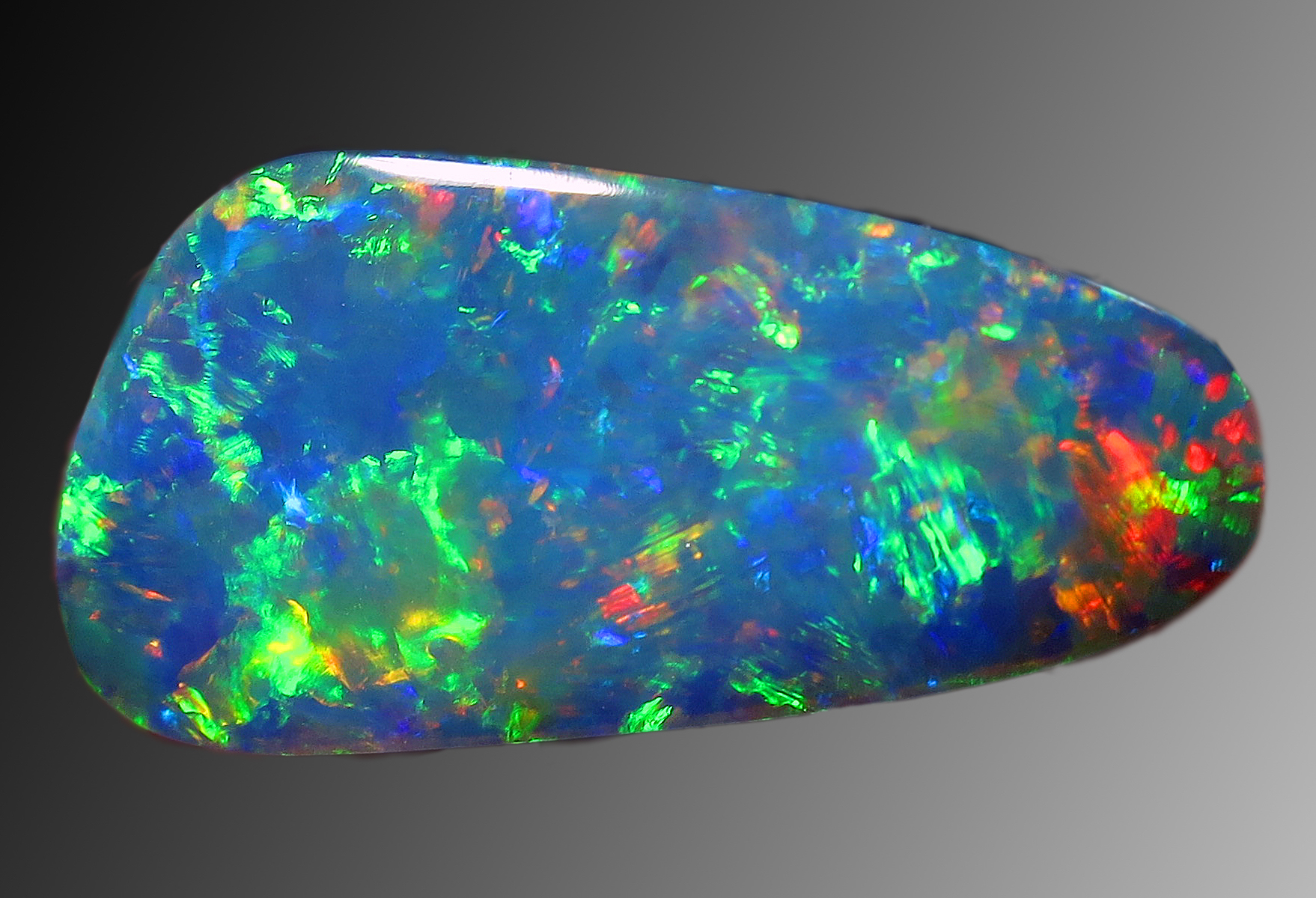
オパールは珪藻や放散虫、珪鞭毛虫、エブリア（Ebridians）などの原生生物の微小化石を含む
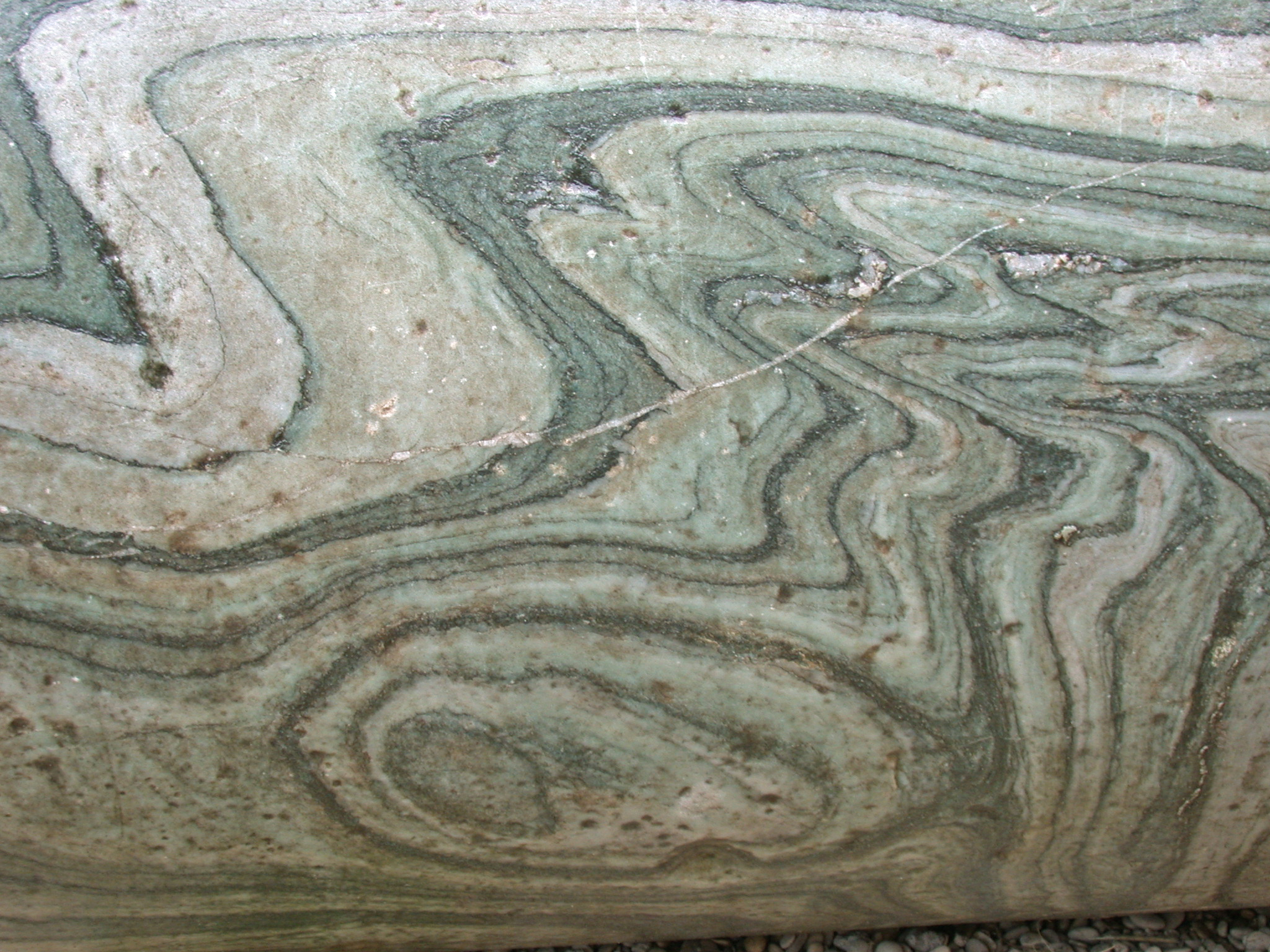
大理石は有孔虫や円石藻、石灰質のナノプランクトンなどの原生生物や、藻類、貝形虫（ostracodes）、翼足類, カルピオネリド（calpionellids）、苔虫（bryozoa）などを含むことがある[13]。
炭素・ケイ素循環

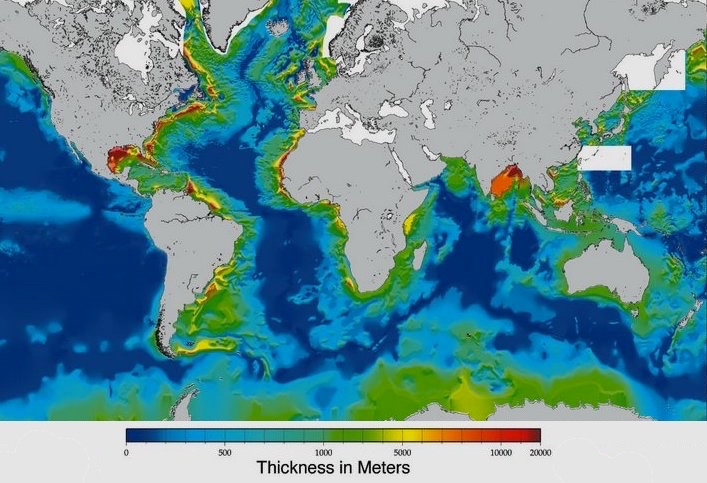
海洋堆積物の厚さ

海洋堆積物は、大陸縁辺近くで最も厚く、10kmの厚さを超えることがある。これは、大陸縁辺近くの地殻は非常に古いことが多く、長期間の堆積物の蓄積が可能であり、また大陸から大量の陸生堆積物が流入しているためである。新しい海洋地殻が形成されている中央海嶺系付近では、若い地殻に堆積する時間が少ないため、堆積物は薄くなる。

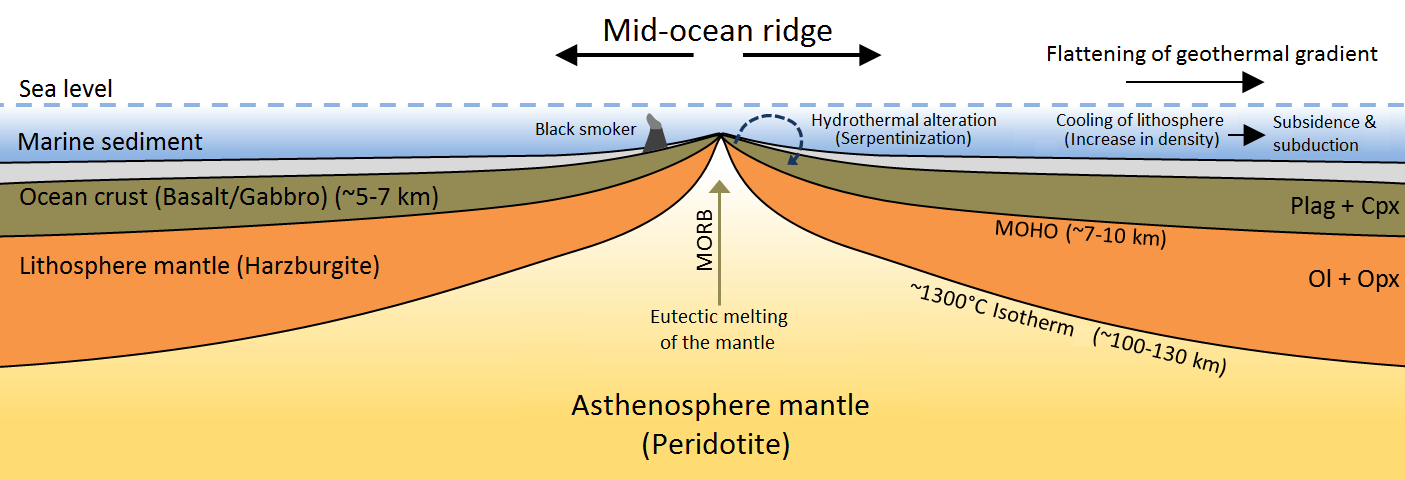

海嶺の中央部からの距離が広がるにつれて堆積物は次第に厚くなり、海嶺軸からの距離が1000 km離れるごとに堆積物が約100-200m増加する。海底拡散率は20-40km/百万年であり、これは 2500万年から5000万年ごとに約100-200m程度の速度で堆積することを表している。
この記事の冒頭にある図は、海底の主要な種類の堆積物の分布を示している。宇宙起源の堆積物は、海のどの部分にも行き着く可能性があるが、他の種類の堆積物に圧倒されるほど少量しか蓄積されないため、どの場所でも支配的ではない。同様に、海水源堆積物は特定の場所で高濃度になる可能性があるが、地球規模でみると非常に限定的な地域にとどまる。そのため、地球規模の堆積物パターンの議論では、宇宙生成堆積物と海水源堆積物はほとんど無視できる。
陸地の流出、河川の流出、およびその他のプロセスにより、これらの物質が大陸棚に大量に堆積するため、大陸縁部近くでは粗い岩成/陸成堆積物が支配的である。この堆積物の多くは大陸棚の上や近辺に留まるが、濁流などの現象により大陸斜面から深海底 (深海平原) まで運ばれることもある。岩質堆積物は、厚い氷の覆いが一次生産を制限している北極・南極海域においても一般的であり、氷河の崩壊が氷の縁に沿って堆積物を堆積させる。

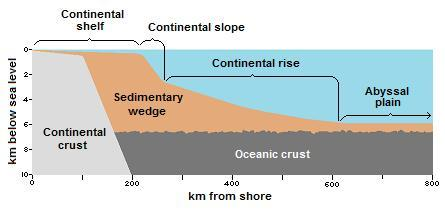

これらの岩成堆積物は、発生源から遠い海洋の中央部などではあまり一般的ではない。ただし非常に小さな粘土粒子は例外であり、以下に説明するように、他の岩質堆積物が到達しない領域に蓄積する可能性がある。
生物起源の堆積物の分布は、他の堆積物による生産、溶解、および希釈の速度に依存する。沿岸地域は非常に高い一次生産を示しているため、これらの地域では豊富な生物起源の堆積物が期待される。しかし、生物起源の軟泥と見なされるには、生物起源の成分が堆積物全体の30%を超えている必要がある。生産性の高い沿岸地域でさえ、生物起源の物質を圧倒するほど多くの岩石起源の流入があり、この30%のしきい値に達しないことも多い。そのため、沿岸地域は岩石性堆積物が支配的であり、岩石性物質の流入がほとんどない遠洋環境ではじめて生物起源堆積物がよく見られるようになる。

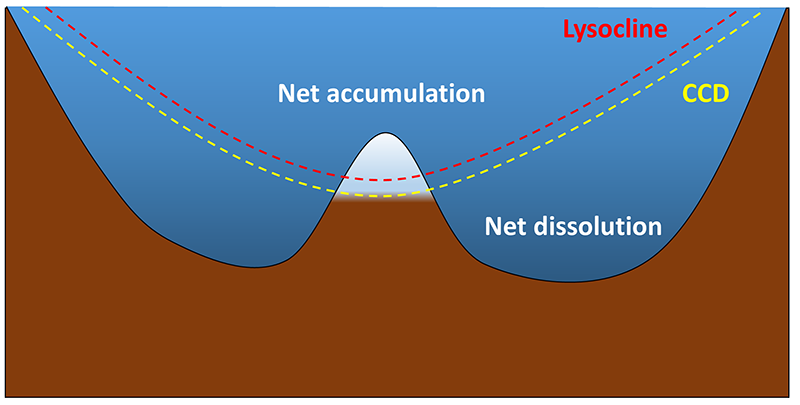
石灰質堆積物は、炭酸カルシウム補償深度 (CCD) よりも浅い深度にしか蓄積できない。これは、CCD の下では石灰質の堆積物が溶解し、蓄積しないためである。リソクライン（lysocline）は、溶解速度が劇的に増加する深さを表す。

生物起源の堆積物が蓄積するためには、その生産速度が微生物殻が溶解する速度よりも大きくなければならない。シリカは海洋全体で不飽和であり、より暖かい水と低い圧力でより容易に海水に溶ける。つまり、深海よりも地表近くでより速く溶解する。したがってシリカ堆積物は、溶解するよりも速く蓄積するような、生産性が高く冷涼な地域にのみ蓄積する。このような海域としては、栄養分が豊富で水温が低い赤道付近や高緯度の湧昇地域が含まれる。
赤道付近で形成された軟泥は通常、放散虫が優勢であるが、極地軟泥では珪藻がより一般的である。シリカ殻が海底に沈み、その後に別の堆積物層で覆われると、それらはもはや溶解せず、堆積物が蓄積する。海底の約15%は珪質軟泥で覆われている。
生物起源の炭酸カルシウム堆積物も、堆積物が蓄積するために溶解を超える生産を必要とするが、関連するプロセスはシリカの場合とは少し異なる。炭酸カルシウムは、酸性の水に溶けやすい。冷たい海水は溶存CO2を多く含み、暖かい水よりもわずかに酸性である。そのため、炭酸カルシウムの殻は、暖かい熱帯の地表水よりも、冷たくて深い極性の水に溶けやすい。両極では水は一様に冷たいので、炭酸カルシウムはあらゆる深さで容易に溶解し、炭酸塩の堆積物は蓄積しない。温帯および熱帯地域では、炭酸カルシウムはより深い水に沈むにつれて、より容易に溶解するようになる。
炭酸カルシウムが蓄積するのと同じ速さで溶解する深さは、炭酸カルシウム補償深度または方解石補償深度（calcite compensation depth；CCD）と呼ばれる。リソクライン（lysocline）は、 サーモクラインおよび塩分層と同じように、炭酸カルシウムの溶解速度が劇的に増加する深さのことである。CCD より浅い水深では、炭酸塩の蓄積が溶解速度を超え、炭酸塩の堆積物が堆積する。 CCD よりも深い領域では、溶解速度が生産量を上回り、炭酸塩堆積物は蓄積できない。 CCDは通常、水深4-4.5kmの深さにあるが、地表水が冷たい極でははるかに浅い箇所で見られる。したがって、石灰質の軟泥は、ほとんどの場合、中央海嶺系や海山や台地などの深さ約4km 未満の熱帯または温帯の海域で見られる。
CCD は、太平洋よりも大西洋の方が深くなる。これは、太平洋には CO2が多く含まれているため、水がより酸性になり、炭酸カルシウムがより溶けやすくなるからである。すなわちこのことは、太平洋がより深いという事実とともに、大西洋が太平洋よりも多くの石灰質堆積物を含むことを意味している。全体として、海底の約48%は石灰質の軟泥で占められている。
深海底の残りの部分 (約38%) は、深海粘土が占めている。これは、粘土形成が大規模に起きているといよりは、他のタイプの堆積物の流入が少ないために起きているものである。粘土粒子は大部分が陸生起源のものであるが、非常に小さいため、風や海流によって容易に分散し、他の種類の堆積物が到達できない領域に到達する可能性がある。実際に、北太平洋中央部では粘土が優勢である。この地域は、粗い岩質堆積物が到達するには陸地から遠すぎる。同時に、生物起源の粒子を蓄積するには生産性が十分ではなく、また石灰質物質が溶解する前に底に到達するには深すぎる。
粘土粒子は非常にゆっくりと蓄積するため、粘土が優勢な深海底にはマンガン団塊のような水素を含む堆積物が存在することがしばしばある。もし仮にここで他の種類の堆積物が生成された場合、それははるかに急速に蓄積し、団塊が成長する前にそれらを埋めてしまう。

## 沿岸堆積物

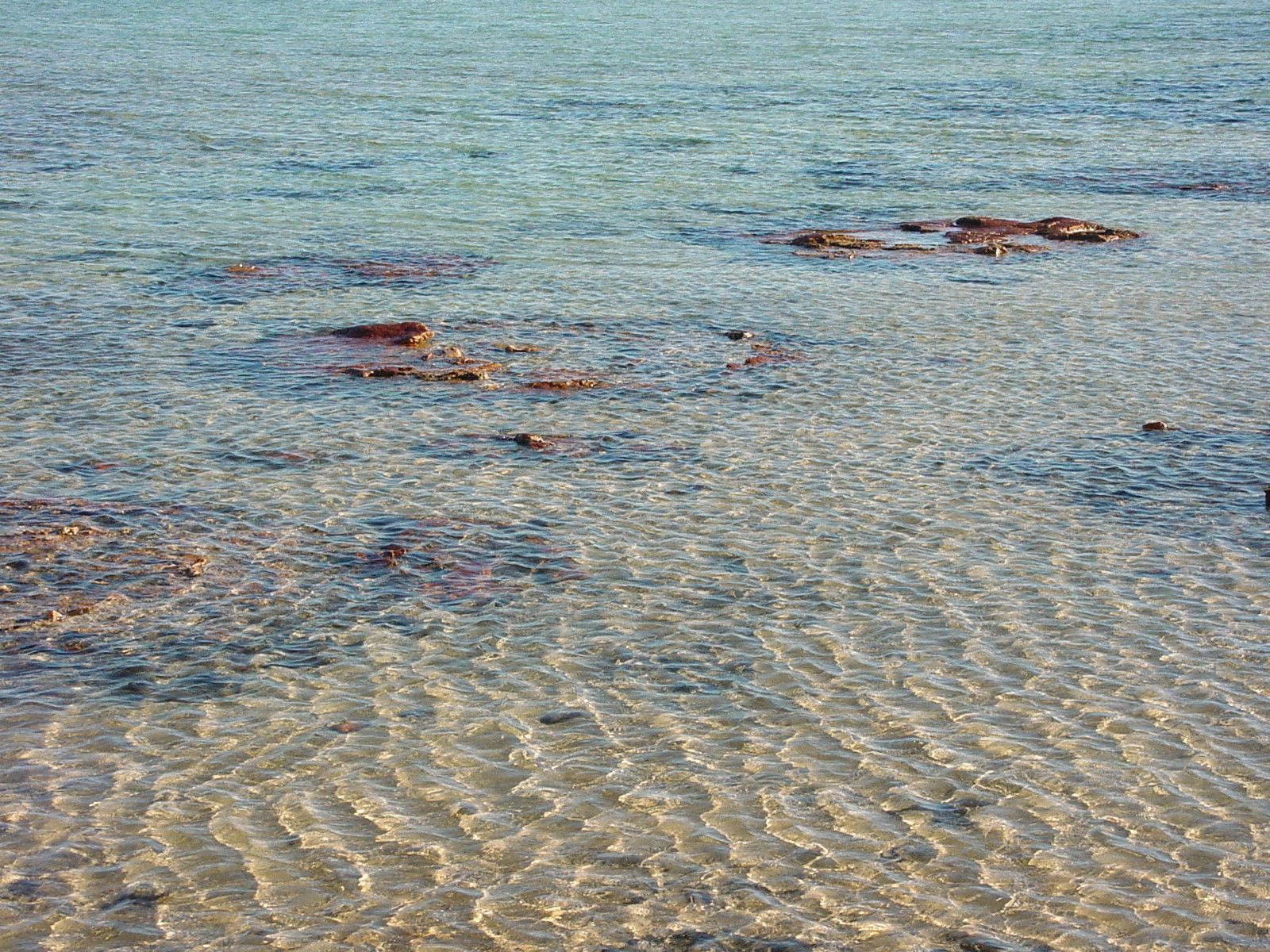
沿岸

浅瀬の海洋環境は、サンゴ礁や大陸棚外縁など、海岸と深海の間の領域に見られる。この環境の水は浅く澄んでおり、さまざまな堆積構造、炭酸塩岩、サンゴ礁の形成を可能にしている。
堆積物自体は石灰岩で構成されていることが多く、浅く暖かく穏やかな海域で容易に形成される。浅い海洋環境は、珪岩質または炭素質の堆積物のみから構成されているとは限らず、また両者が共存しない場合もある、例えば、炭素質堆積物のみで構成された浅い海洋環境や、完全に珪砕質堆積物で構成された海洋環境などもあり得る。浅い水の海底堆積物は、より大きな粒子サイズで構成されている。これは、小さな粒子がより深い水に洗い流されるためである。炭素質堆積物で構成される堆積岩内には、蒸発鉱物も含まれる場合がある。堆積物内で見られる最も一般的な蒸発岩鉱物は、石膏、硬石膏、および岩塩である。それらは、結晶層、孤立した結晶、または結晶のクラスターとして発生する可能性がある。
地質年代に関しては、堆積中で見られる（エビやカニの）甲羅の約 75% が浅い海洋堆積物で見られることから、顕生代の堆積岩のほとんどは浅い海洋環境に堆積したと考えられている。先カンブリア期の堆積岩も、同様に浅い海域に堆積したと想定される。この傾向は、北米やカリブ地域で見られる。また、超大陸の分裂やその他の構造プレートの移動過程の結果として、浅い海底堆積物は、地質時代の量に関して大きな変動を示す。

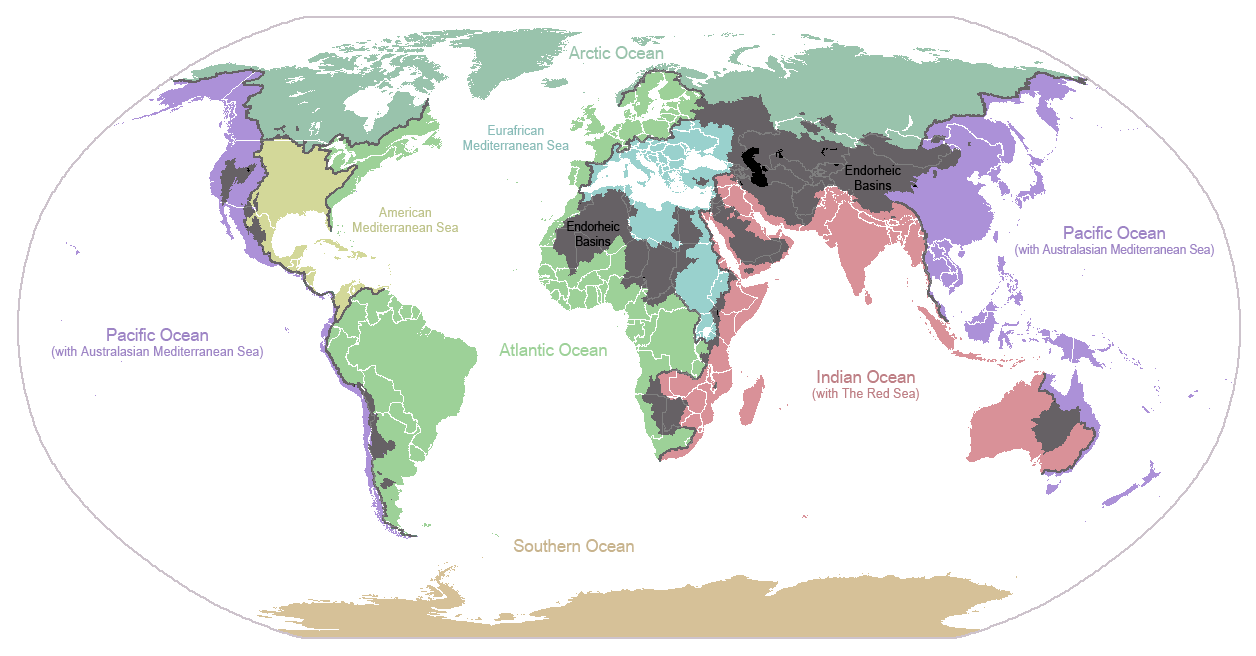
世界の主要な海洋・海域は、大陸の分断によって特徴づけられる。灰色の領域は、粒子が海に流出しにくい内陸盆地である。

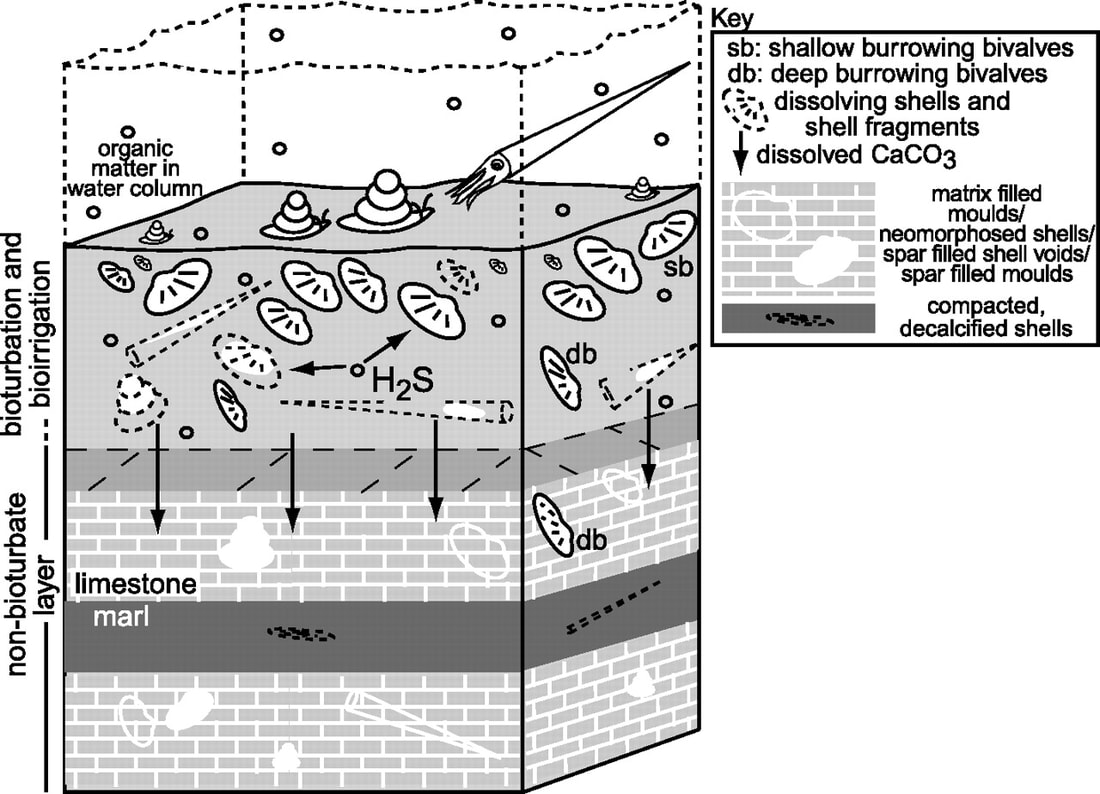
沿岸生態系底部の堆積物における生物擾乱と生物灌漑

### 生物擾乱
生物擾乱とは、動物や植物による堆積物の再加工のプロセスである。これらには、土砂粒の穴掘りや摂取、排便が含まれる。生物攪拌活動は環境に大きな影響を与え、生物多様性の主要な原動力になると考えられている。生物擾乱の研究は、1800年代にチャールズ・ダーウィンが庭で実験を行うことによって始まった。生物攪拌による水生堆積物と陸地土壌の破壊は、重要な生態系サービスを提供する。これらには、水生堆積物とその直上水の栄養素の変化、巣穴が他の生物種にとっての避難所として使われること、および陸上での土壌の生産などが含まれる。
生物擾乱種（バイオターベーター）は、環境に物理的な変化を加えることで他の種が利用可能な資源を作り出す生態系エンジニアであるといえる。このような生態系の変化は、共存する種と環境の進化に影響を与える。このことは、海と陸の堆積物に残された生痕化石から明らかである。その他の生物擾乱効果には、堆積物のテクスチャーの変化 (続成作用)、生物灌漑（bioirrigation）、および微生物と非生物粒子の移動などが含まれる。生物擾乱は生物灌漑のプロセスと混同されることがあるが、これらのプロセスは混合するものが異なる。生物灌漑とは堆積物中の水と溶質の混合を指し、生物擾乱の「効果」に焦点を当てた用語である。
セイウチとサケは生物擾乱を担う大型生物の例である。これらの大きなマクロファウナ（大型底生生物）の生物擾乱種の活動は目立ちやすいが、実環境でより大きな影響力を持つのはむしろより小型の多毛類、ゴーストシュリンプ、マッドシュリンプなどの小さな無脊椎動物（マクロファウナ）である。これらの小さな無脊椎動物の活動には、穴を掘ったり、堆積物の粒子を摂取したり、排泄したりすることが含まれ、混合と堆積物の構造の変化に寄与する。

### 生物灌漑
生物灌漑は具体的には、底生生物が巣穴を掘ることで堆積物の深部に海水を浸透させるプロセスである。この結果として堆積物中の間隙水と海水との間で溶解物質の交換が起こる。このプロセスは、海洋の生物地球化学の文脈において重要である。沿岸の水生環境には、堆積物を不安定にする生物がいることがよくある。それらは堆積物の物理的状態を変化させ、自身を含む多くの生物種の生活環境を整え改善する効果をもたらす。これらの生物は、生物擾乱を引き起こすことも多く、よく生物擾乱と生物灌漑という用語は同義的に使用されることがある。
生物灌漑は 「粒子の再加工」と「換気」という2つの異なるプロセスとして機能する。このプロセスは底生の大型無脊椎動物(通常は穴を掘るもの) が摂食 (動物性摂食)、排便、巣穴の構築、そして呼吸をすることで引き起こされる。生物灌漑は大量の酸素の輸送（酸化輸送）を担っており、生物地球化学的循環に大きな影響を与えている。

## 遠洋性堆積物

Pelagic and hemipelagic processes
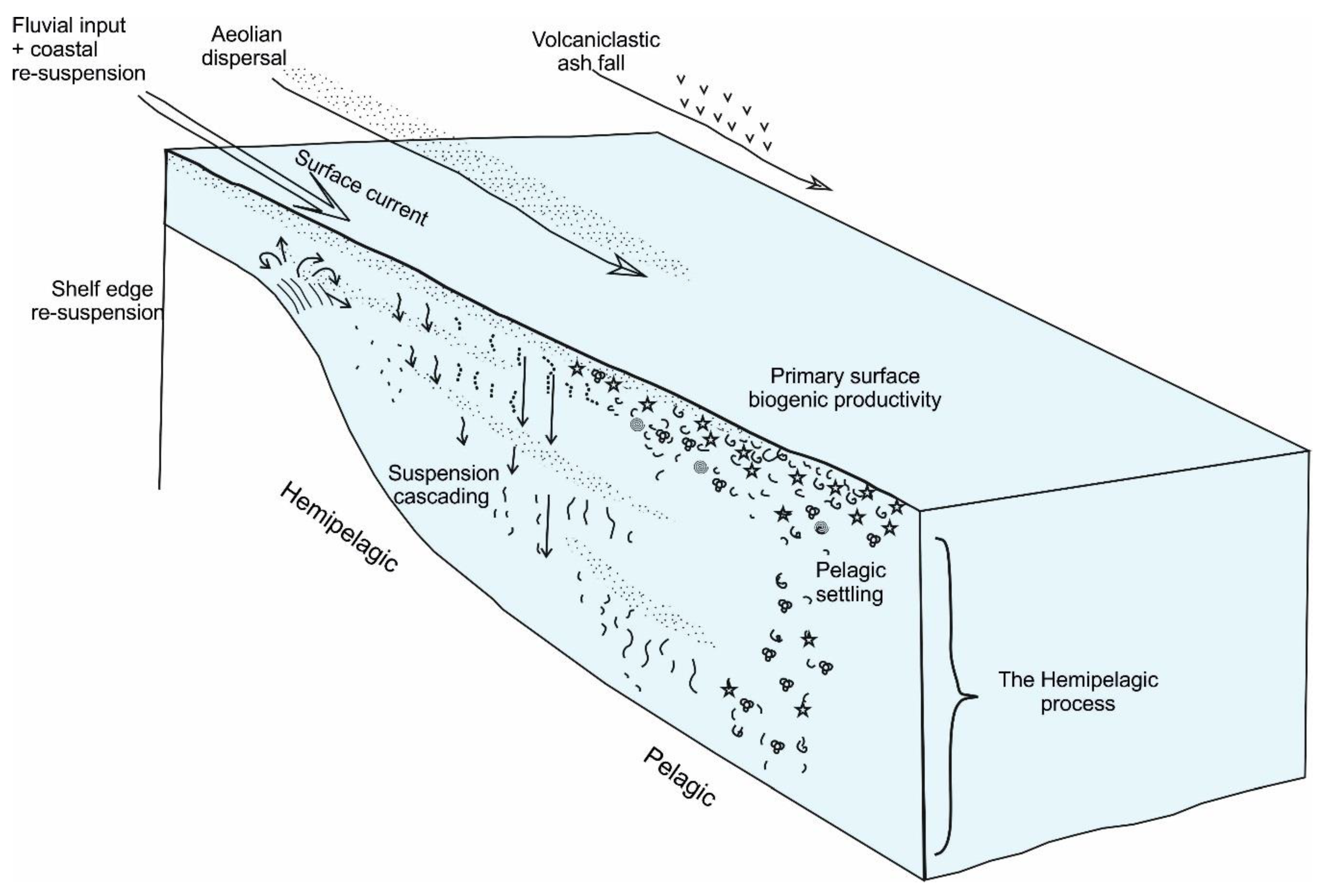
Sediment supply from terrigenous and biological sources as well as its dispersion and settling through the water column

遠洋性堆積物（Pelagic sedimentsまたはpelagite）は、陸地から遠く離れた外洋の底に粒子が沈降した結果として蓄積する細粒の堆積物である。これらの粒子は、主に植物プランクトンまたは動物プランクトンの微視的な石灰質または珪質の殻で、そして粘土サイズの珪砕質堆積物、またはこれらの混合物から構成されている。微量の隕石のちりや火山灰も、遠洋堆積物内で見られる。軟泥の組成に基づいて、遠洋性堆積物には主に 3 つのタイプが存在し、それぞれ珪質軟泥、石灰質軟泥、赤色粘土と呼ばれる。
HMS チャレンジャー号 (1872–1876) の航海以来、過去 150年間にわたって、深海のプロセスと堆積物に関する広範な研究が行われてきた。この航海では、海底堆積物の最初の体系的な研究が行われた。その先駆的な遠征から何十年もの間、そして 20 世紀の前半を通して、深海は本質的には遠洋性であるとみなせると考えられている。
遠洋堆積物の組成は、3 つの主な要因によって制御される。1つ目の要因は、陸生または土地由来の堆積物による希釈に影響する主要な陸地からの距離である。 2 つ目の要因は水深である。これは、ケイ質と石灰質の両方の生体粒子が海底に沈降する際の保存に影響を与える。3つ目の要因は海の肥沃度（生物生産性、バイオマス）であり、表層水で生成される生物起源の粒子の量を制御する。

### タービダイト

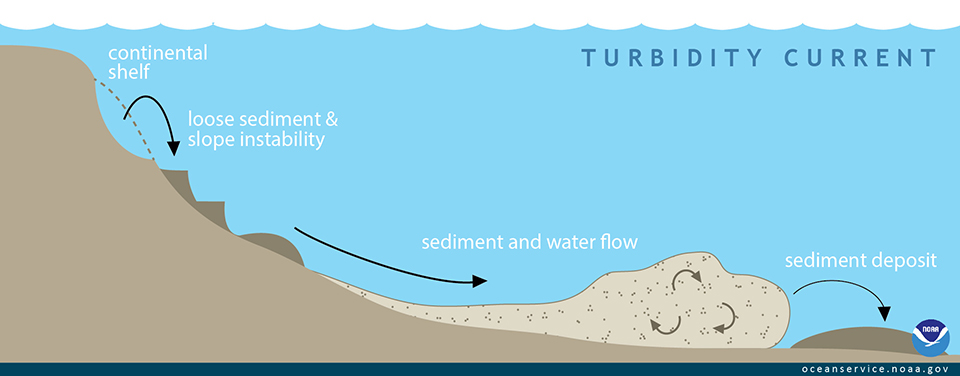
大陸縁辺では、地震やその他の地質学的擾乱によって斜面崩壊が発生することがある。これらは、大量の堆積物が水と共に斜面を急降下するため、濁流を引き起こす。濁流は数百キロメートルも流れることがあり、流されてきた堆積物は深海平原にまで達する[33]。

タービダイトは濁流の地質堆積物であり、流体と堆積物重力流の融合の一種であり、膨大な量の砕屑堆積物を深海へと送り込む。タービダイトは、大陸棚の端の急な斜面を滑り落ちる水中の雪崩によって、大陸棚の下の深海の谷、または深い湖の同様の構造に堆積する。物質が海の谷に沈むとき、最初に沈降するのは砂やその他の粗い物質であり、次に泥、そして最終的には非常に細かい粒子状物質が沈降する。この堆積の順番は、これらの岩石を特徴付けるボウマ シーケンス（Bouma sequences）を作成する。
タービダイトは 1950年代に初めて認識され、最初の相モデルは 1962年にBoumaによって開発された。その時以来、タービダイトは最も集中的に研究されている深海堆積物相の1つであり、深海や地下（炭化水素）ボアホール、陸上に露出している古代の露頭などの堆積物コアからよく知られている。特定のタービダイト系を調べることにより、その地点における堆積物特性や層相を明らかにすることができる。

### コンターライト（等深度流堆積物）

Ocean bottom (contour) current
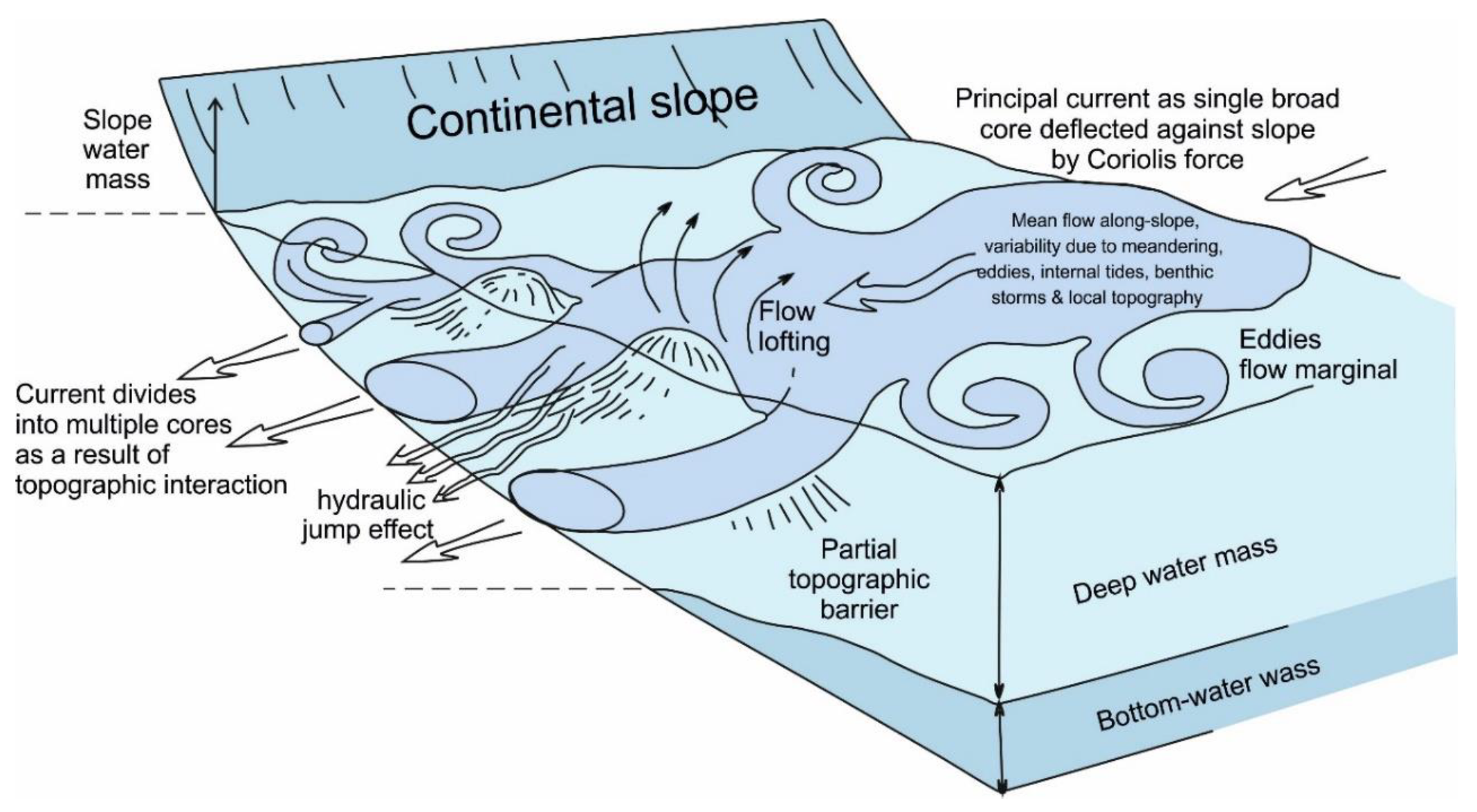
深海の水塊における海流の中心（コア）、端（エッジ）、流れ（ストランド）の概念図

コンターライト（contourite）は、一般的に大陸隆起から低斜面に形成される堆積物であるが、嵐の波の基部より下にある場所ならどこでも発生する可能性がある。コンターライトは熱塩誘起の深海底流によって生成され、風や潮汐力の影響を受ける可能性がある。コンターライト堆積物の地形は、主に深海底流速度、堆積物供給、および海底地形の影響を受ける。
コンターライトは、1960年代初頭にブルース・ヒーゼンとウッズホール海洋研究所の同僚によって最初に特定された。彼らの重要な論文は、北アメリカ東部沖の大陸隆起の形成において、等高線に沿った海底流が非常に重要な影響を及ぼしていることを示した。これらの半永久的な斜面に沿った流れの堆積物は、すぐにコンターライトとして知られるようになり、等高線で主に構成された斜面に平行で細長く盛り上がった堆積体の境界は、等高線ドリフトとして知られるようになった。

### 半遠洋性堆積物
半遠洋性堆積物（Hemipelagic sediments、hemipelagite）は、堆積物に最も近い陸塊または水中に生息する生物に由来する陸生およびいくつかの生物起源物質である粘土およびシルトサイズの粒子で構成される海洋堆積物の一種である。半遠洋性堆積物は大陸棚と大陸隆起に堆積し、遠洋性堆積物とは組成が異なる。遠洋堆積物は、主に水柱または海底に生息する生物からの生物起源の物質で構成されており、陸生物質はほとんどまったく含まれていない。陸生物質には、長石や石英などのリソスフェアからの鉱物が含まれる。陸上の火山活動、風に吹かれた堆積物、および川から放出された粒子状物質は、半遠洋堆積物に寄与する可能性がある。これらの堆積物は、気候変動を特定し、堆積物起源の変化を特定するために利用できる。

Diagrams of pelagic sediment types
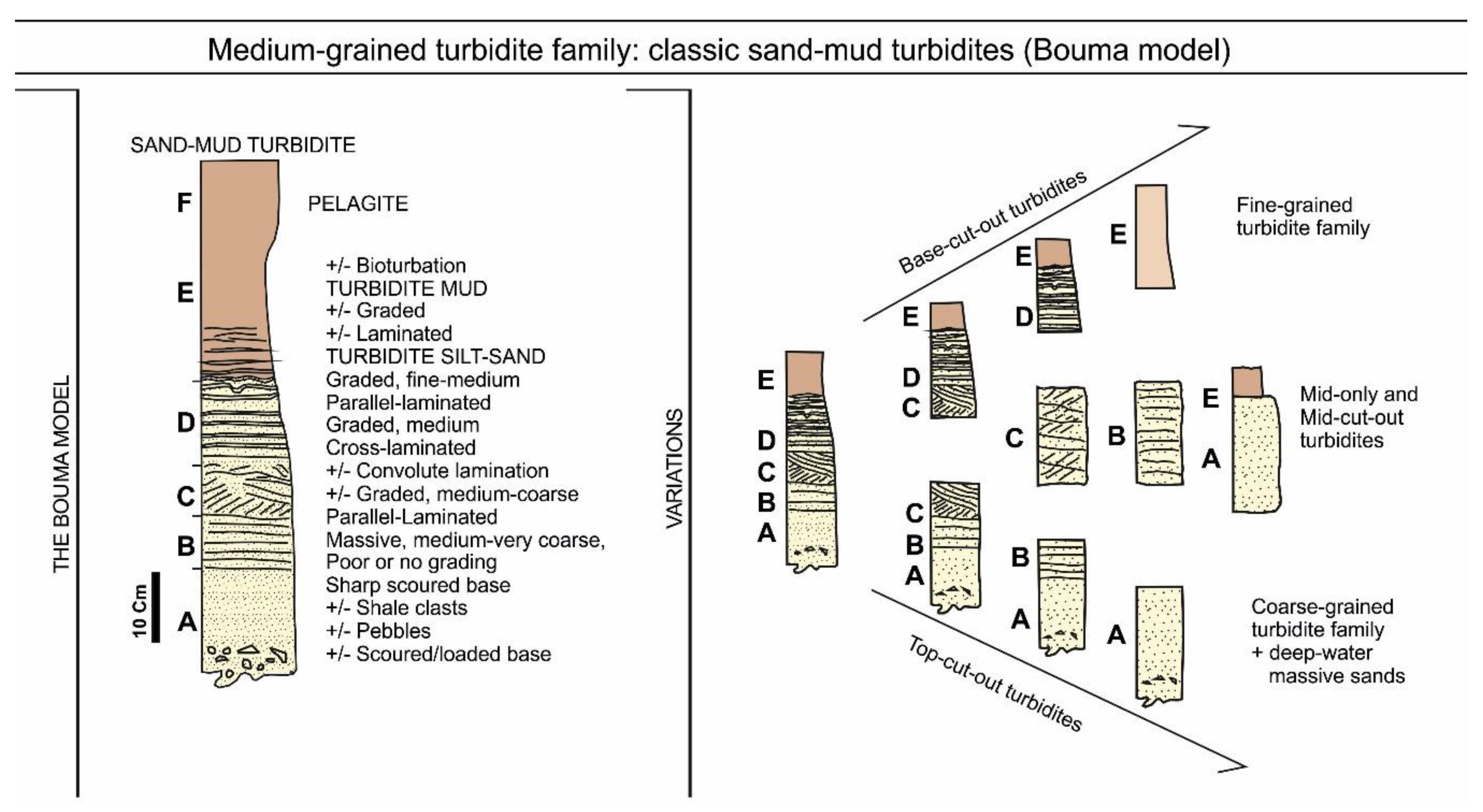
中粒タービダイトファミリー A-EはBouma層モデルで示される理想的な連続性を示しており[50]、Fも部分的な連続性として自然環境で典型的に見られる[28]。
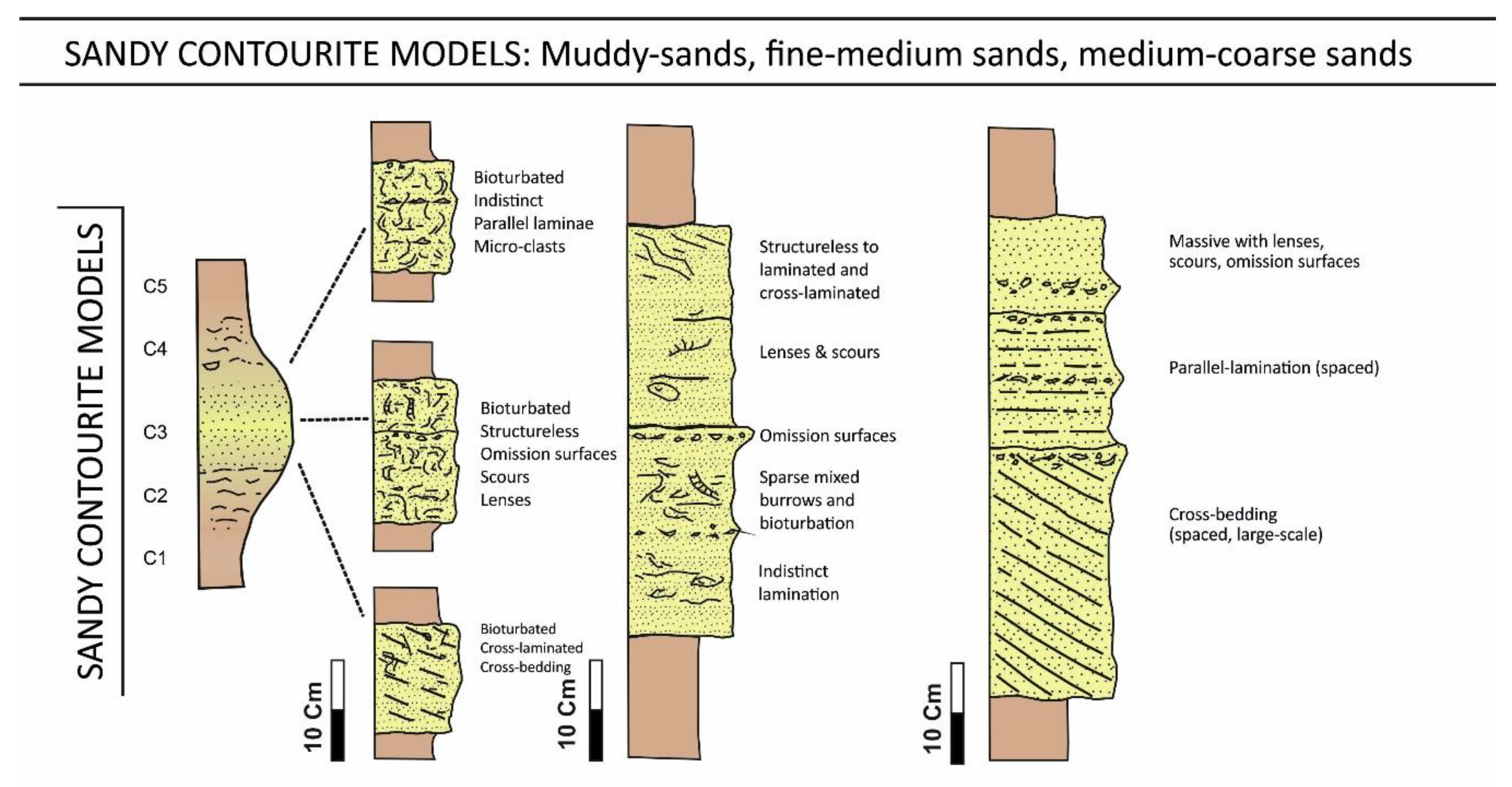
砂の等高線ファミリー 泥砂、細砂～中砂用、中～粗いサイズの砂を示している[51][28]。
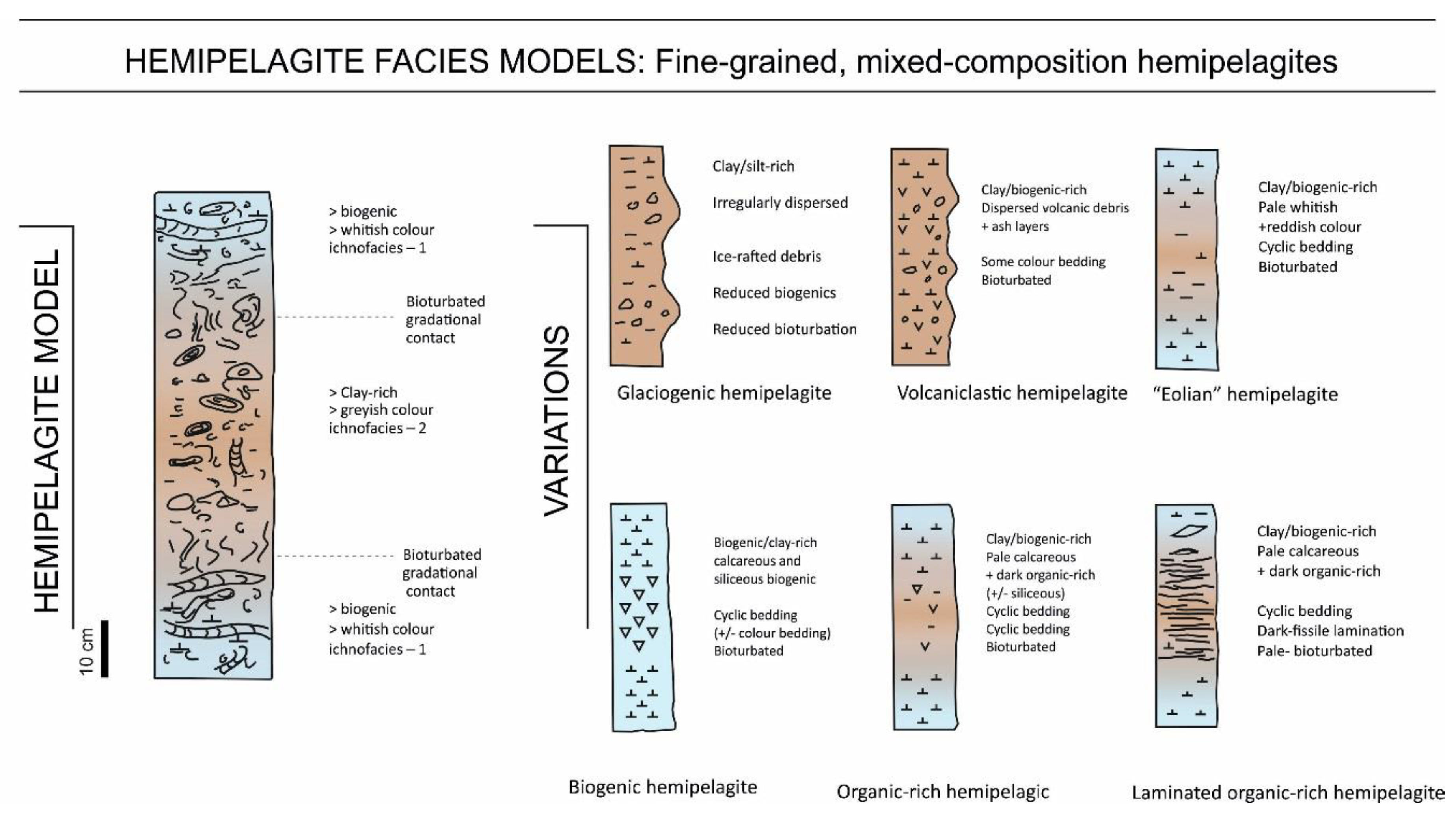
半ペラガイト相モデル 粘土が豊富な箇所と生体が豊富な箇所部分の間の、単純な循環性を示す標準モデル。コンポーネントの入力に依存して様々なバリエーションが考えられる[28]。

## 生態学
ベントス(βένθος (bénthos)、古代ギリシャ語で「the depths (of the sea)」を意味する ）は、海底上（底生帯）や海底中、またはその近くに生息する生物の群集である。特に堆積物のすぐ上で生息する生物はHyperbenthos（hupérは古代ギリシャ語で'over'を意味する）、堆積物の上部に生息する生物はEpibenthos（epí は’on top of’の意味）、堆積物に穴を彫り内部に生息する生物はEndobenthos（éndonは'inner'の意味）と呼ばれる。

### ミクロベントス
- Marine microanimals
- 胃食道の暗視野写真。体長0.06-3.0mm の、堆積物粒子の間に生息するミミズのような動物。
- アーマード・プリシロリクス・エニグマティクス（Pliciloricus enigmaticus）。約0.2mmの体長で、海砂利の間隙に生息する。

海洋ミクロベントスは、海洋の底生帯に生息する微生物であり、海底の近くや表層堆積物内に生息している。ベントスという言葉はギリシャ語に由来し、「海の深い所」を意味する。底生微生物は大陸棚の海底上やその周辺ではいたるところに見られ、深海だけでなく、海底堆積物内や堆積物上でより多様である。浅瀬では、海草の繁茂地、サンゴ礁、ケルプの森が特に豊かな生息地を提供する。有光帯では、底生珪藻が光合成生物として優勢である。潮間帯では、潮の変化がマイクロベントスの育成に大きな影響を与える。
- Elphidium底生有孔虫の広く豊富な属
- Heterohelix 、底生有孔虫の絶滅した属

珪藻は、主に単細胞藻類からなる約100,000種が知られており、門を形成する(ただし、この数には議論がある)。珪藻は、地球上で毎年生成される酸素の約20% を生成し、珪藻が生息する水域から毎年 67億トン以上のケイ素を取り込み、海洋に見られる有機物質のほぼ半分を占めている。
円石藻は、移動用の 2 つの鞭毛を持つ微細な単細胞の光合成原生生物である。それらのほとんどは、coccolithsと呼ばれる華やかな円形のプレートまたはスケールで覆われた殻によって保護されている。Coccolithsは炭酸カルシウムからできている。円石藻の英語名であるcoccolithophore という用語は、「種子を運ぶ石」を意味するギリシャ語に由来し、その小さなサイズとそれらが運ぶココリス石のことを指している。適切な条件下では、他の植物プランクトンと同様にブルームを形成し、海を乳白色に変えることができる。 
- Coccolithophores named after the BBC documentary series
The Blue Planet

- Diatoms are one of the most common types of phytoplankton
- Their protective shells (frustles) are made of silicon
- They come in many shapes and sizes

放散虫は単細胞の捕食性原生生物である。通常はシリカでできた、微小な穴が開いた精巧な球状の殻に包まれている。英語の名前（Radiolarians）はラテン語の「半径」（radius）に由来する。穴から体の一部を伸ばして獲物を捕らえる。珪藻のシリカフラストルと同様に、放散虫が死んで海洋堆積物の一部として保存されると、放散虫の殻は海底に沈む。これらの化石は微化石として、過去の海洋状況に関する貴重な情報を提供する。
- 珪藻と同様、放散虫にもさまざまな形状が観察される。
- 珪藻と同様に、放散虫の殻はケイ酸塩で構成される。
- ただし、Acantharianという放散虫は、硫酸ストロンチウムの結晶から作られた殻を持つ。
- 球状の放散虫殻の断面模式図。

放散虫のように、有孔虫は単細胞の捕食性原生生物であり、穴のある殻で保護されている。彼らの名前foraminiferansはラテン語の「穴を掘る人」（hole bearers）に由来する。しばしばテストと呼ばれる彼らの殻にはチャンバーがある（有孔虫は成長するにつれてチャンバーを追加していく）。殻は通常方解石でできているが、凝集した堆積物粒子またはキトン、および（まれに）シリカでできている場合もある。ほとんどの有孔虫は底生性であるが、約40種は浮遊性である。それらは、科学者が過去の環境や気候について多くのことを推測できるようにする、十分に確立された化石記録で広く研究されている。
有孔虫と珪藻はどちらも浮遊性と底生性の形態を持っている。つまり、水柱に漂ったり、海底の堆積物に生息したりできる。いずれにせよ、死んだ後、貝殻は海底に落ちてゆく。これらのシェルは、気候のプロキシとして広く使用されている。貝殻の化学組成は、貝殻が形成されたときの海洋の化学組成の結果である。過去の水温は、シェル内の安定した酸素同位体の比率から推測することもできる。これは、軽い同位体が温かい水中でより容易に蒸発し、重い同位体がシェル内に残るためである。過去の気候に関する情報は、有孔虫と珪藻の豊富さからさらに推測できる。
6600 万年前に恐竜を絶滅させた突然の絶滅は、他のすべての動植物種の 4 分の 3 を絶滅させた。しかし、その後、深海の底生有孔虫が繁栄した。 2020年には、研究者がこれらの底生有孔虫の何千ものサンプルの化学組成を調査し、その結果を使用してこれまでで最も詳細な地球の気候記録を作成したことが報告された。
いくつかの岩石内微生物（endoliths）は非常に長い寿命を持っている。 2013年に、研究者は海底におそらく数百万年前のendolithsの証拠を報告し、生成時間は10,000年であった。これらはゆっくりと代謝され、休眠状態ではない。シベリアで見つかったいくつかの放線菌は、50 万年前のものと推定されている。

## 堆積物コア
右の図は、堆積物コアの例を示している。このサンプルは、2018年頃にウペルナビクフィヨルド（Upernavik Fjord）から回収された。粒度測定が行われ、上部 50 cm が210Pb法により年代測定された。

## 炭素循環
海洋炭素と炭素隔離についての考え方は、近年、構造に基づく化学反応性の観点から、有機炭素の分解速度における生態系の役割を含む観点に移行している。有機炭素と生態系の関与に関するこの見方の変化は、生物学における分子生物学的なアプローチの強化や、生命の限界に関する発見、定量的モデリングの進歩、海洋炭素循環の古研究、新しい分析技術、そしてそれらに係わる様々な学際的な取り組みによるところが大きい。2020年、LaRoweらは海洋堆積物と地球規模の炭素循環に関連する、複数の科学分野にまたがるこの問題の広い視野を概説している。

## 地球史
原初の地球ではまず、極端な火山活動と他の天体との頻繁な衝突により、地球は溶けていた。しだいに惑星の外層が冷えて固い地殻を形成し、大気中に水が蓄積し始めた。ガス放出と火山活動が原始大気を作り出した。彗星から運ばれた氷によって強化された凝縮水蒸気は、海を作り出した。
約40億年前の始生代の開始までに、岩石はしばしば硬砂岩、泥岩、火山性堆積物、帯状鉄層などの高度に変成した深海堆積物であった。グリーンストーン ベルトは典型的な太古の地層であり、高品位と低品位の変成岩が交互に並んでいる。高品位の岩は火山島の弧に由来し、低品位の変成岩は、隣接する島の岩から浸食され、前弧盆地に堆積した深海堆積物を表している。知られている最古の超大陸ロディニアは、約10億年前に形成され、約2億5000万年後の原生代の後半に分裂し始めた。
古生代、5億4200万年から2億5100万年前(Ma) は、パンノティアの崩壊直後で、地球規模の氷河期の終わりが始まった。初期の古生代を通じて、地球の陸塊はかなりの数の比較的小さな大陸に分割された。時代の終わりに向かって、大陸はパンゲアと呼ばれる超大陸に集まり、地球の陸地の大部分が含まれていた。444Maに始まったシルル紀の間、ゴンドワナは南高緯度に向かってゆっくりと南下し続けた。氷冠と氷河の融解は海面上昇の一因となった。このことは、シルル紀の堆積物が侵食されたオルドビス紀の堆積物を覆っており、不整合を形成しているという事実から推察できる。他のクラトンと大陸の断片が赤道付近で一緒に漂流し、ユーラメリカ大陸として知られる第2の超大陸の形成を開始した。
三畳紀には深海堆積物が堆積し、その後、海洋プレートの沈み込みによって消失したため、三畳紀の外洋についてはほとんど知られていない。超大陸パンゲアは三畳紀、特に三畳紀後期に裂けたが、まだ分離していなかった。パンゲアの最初の分裂を示す地溝帯の最初の非海洋堆積物は、三畳紀後期のものである。 三畳紀は西ヨーロッパで良く研究されているものの、1 つの超大陸塊の海岸線が限られているため、三畳紀の海洋堆積物は世界的に比較的まれである。たとえば、北米では、海洋堆積物は西側のいくつかの露頭に限定されている。したがって、三畳紀の層序は、エステリア甲殻類や陸生脊椎動物などの主にラグーンや塩分濃度の高い環境に生息する生物に基づいている。

Geologic time represented by a geological clock, showing the relative lengths
of the eons of Earth's history and noting major events

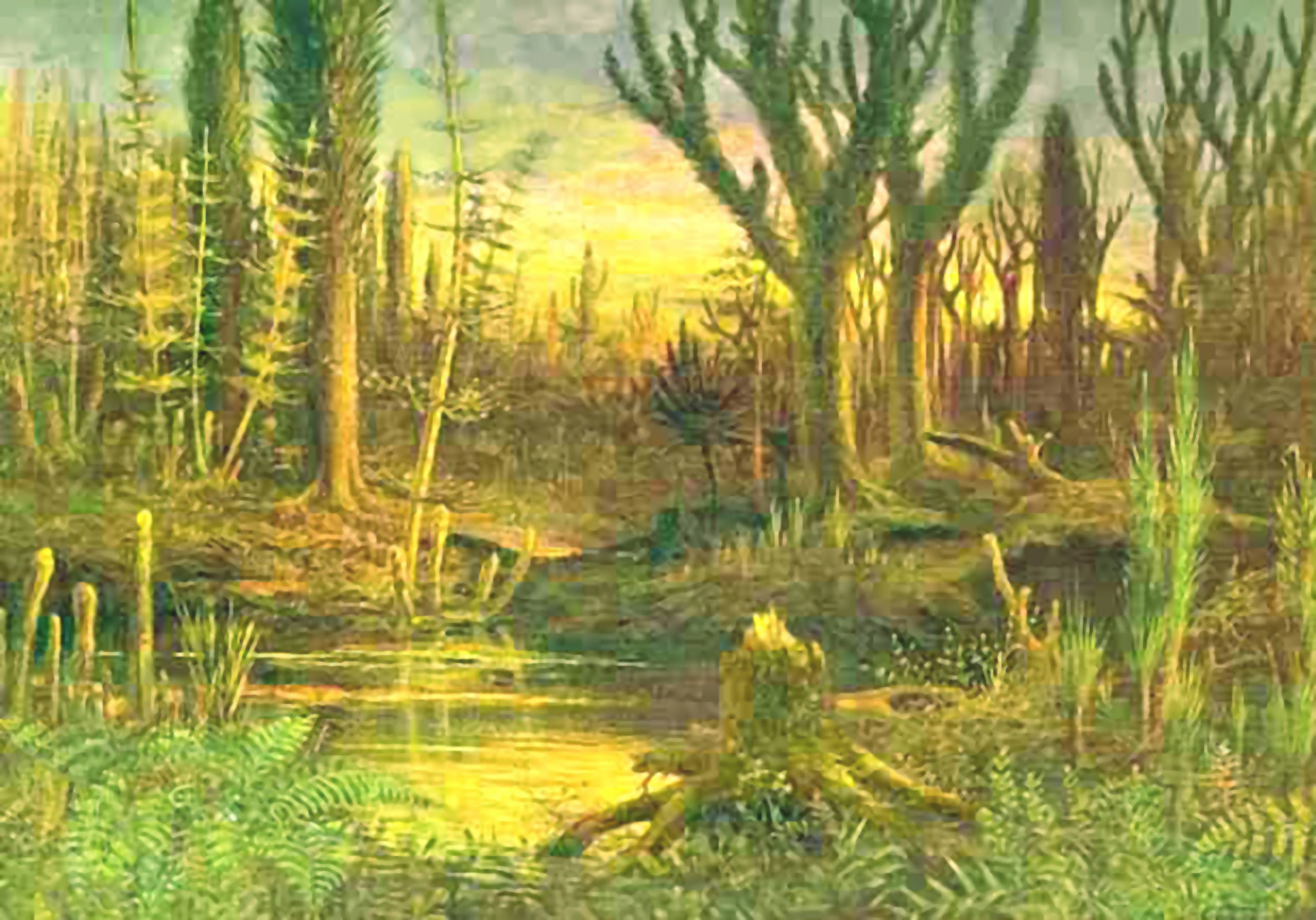
デボン紀は、植物の地上への上陸が始まった時代であり、地上への侵食と堆積への影響を通じて、重大な気候変動をもたらした。

生物擾乱のパターンや痕跡は、石化した岩石に保存されている。このようなパターンの研究はichnology 、または「痕跡化石」の研究と呼ばれる。これは、生物擾乱種の場合、動物が穴を掘ったり埋まったりすることによって残された化石である。これは、これらの動物が残した足跡と比較することができる。場合によっては、生物擾乱が非常に普及しているため、積層層やクロスベッドなどの堆積構造が完全に消滅する。したがって、それは地質学内の堆積学と層序学の分野に影響を与える。生物擾乱種のichnofabrics の研究では、化石の深さ、化石の横断面、および化石の明確さ (すなわち、どの程度明確に定義されているか)などの情報を利用して、古い堆積物で発生した活動を評価する。通常、化石が深ければ深いほど、標本はよりよく保存され、明確に定義できる。
潮汐、沿岸および深海の堆積物からの海洋堆積物には、生物擾乱の重要な微量化石が発見されている。さらに、砂丘、または風成の堆積物は、多種多様な化石を保存するために重要である。生物擾乱の証拠は、長い記録を含む深海堆積物コアで発見されているが、コアを抽出する行為は、特に浅い深さで生物乱流の兆候を乱す可能性がある。特に節足動物は、風成堆積物の生物乱流の地質学的記録にとって重要である。砂丘の記録は、中生代の下部、250 Ma までさかのぼる動物の穴掘りの痕跡を示しているが、他の堆積物における生物擾乱は 550Ma までさかのぼって見られている。

## 研究史
深海堆積物に関する最初の主要な研究は、1872年から 1876年にかけてHMSチャレンジャー遠征隊によって行われ、海水と海洋堆積物をサンプリングするために約 70,000 海里を移動した。遠征の科学的目標は、さまざまな深さで海水の物理的測定を行うことと、存在する粒子状物質や海洋生物とともに化学組成を決定できるようにサンプルを採取することであった。これには、深海底からのサンプルの採取と堆積物の分析が含まれていた。チャレンジャー号の航海以前は、海洋学は主に投機的であった。初めての真の海洋クルーズとして、チャレンジャー遠征は学術および研究分野全体の基礎を築いた。
大陸移動の初期の理論では、運動中の大陸が固定された不動の海底を「掻き分けた」（plowed）と表現された。 1960年代後半に、海底自体が移動し、中央のリフト軸から広がるときに大陸を運ぶという考えが、 Harold HessとRobert Dietzによって提案された。この現象は今日、プレートテクトニクスとして知られている。 2つのプレートが離れている場所、中央海嶺では、海底が広がる過程で新しい海底が絶えず形成される。1968年、海洋調査船Glomar Challengerが進水し、15年間にわたる深海掘削計画に着手した。このプログラムは、中央海嶺から遠いほど岩石が古いことを確認する岩石サンプルを収集することにより、海底拡大仮説を支持する重要なデータを提供した。

## ソース
- Stanley, Steven M. (1999). Earth system history. New York: W. H. Freeman. ISBN 978-0-7167-3377-5